# سوريا العثمانية

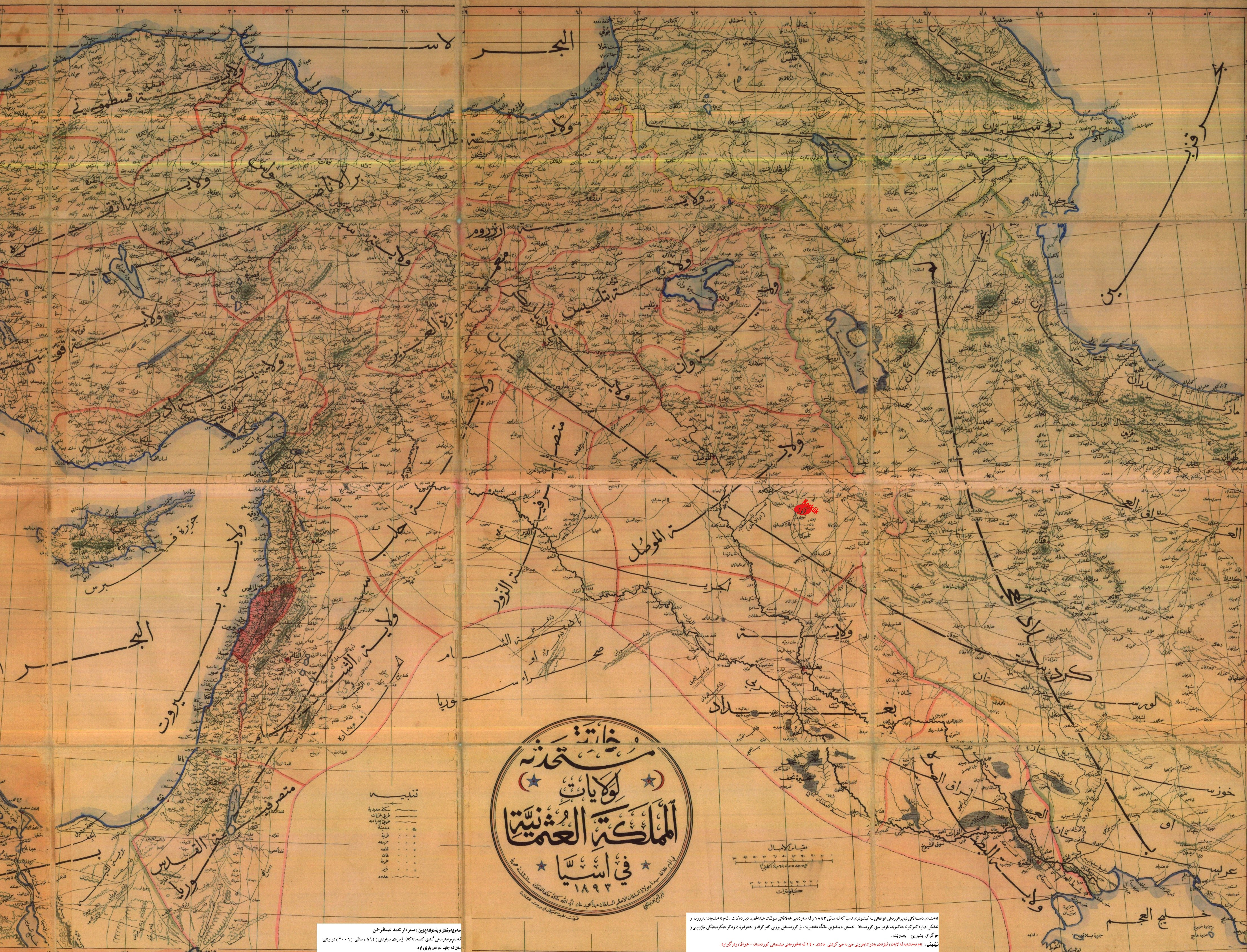
خريطة لولايات بلاد الشام والعراق العثمانية أواخر القرن التاسع عشر.

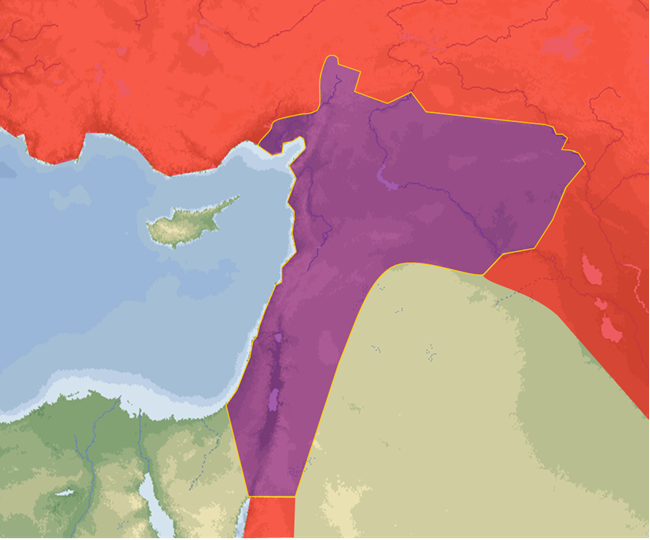
خريطة رقمية للأراضي التي كانت تُشكل سوريا العثمانية والتي ضُمت فيما بعد لتُشكل المملكة العربية السورية.

سوريا العثمانية أو سوريا في العهد العثماني أو الشَّام العثماني تشير إلى سوريا الطبيعية (بلاد الشام) تحت حكم الدولة العثمانية، وقد دامت هذه الفترة قرابة 4 قرون منذ أن هزم السلطان سليم الأول جيش المماليك في معركة مرج دابق شمال حلب يوم 24 أغسطس 1516، ومنها ملك مدن البلاد سلمًا وعلى رأسها دمشق في 26 سبتمبر 1516، وحتى انسحاب العثمانيين منها في أعقاب الثورة العربية الكبرى والحرب العالمية الأولى في أكتوبر 1918. في بداية عهدهم، أبقى العثمانيون بلاد الشام ضمن تقسيم إداري واحد، وحتى مع تتالي تعقيد التقسيم الإداري ظلّت الإيالات والولايات تشمل مناطق جغرافيّة هي اليوم بمعظمها تتبع مختلف أقطار بلاد الشام، أي سوريا ولبنان وفلسطين والأردن، باستثناء قسم ضمته تركيا على دفعتين. لذا فسوريا العثمانية تشمل في عديد من المفاصل جميع دول الشام حسب التقسيم الحالي.
عرفت البلاد خلال القرنين 16م و17م ازدهارًا اقتصاديًا وسكانيًا، وساهم في ذلك كون قوافل الحج تجتمع في دمشق لتنطلق إلى الحجاز، وأغلب قوافل التجارة البرية نحو الخليج العربي والعراق تمر من حلب. استمر الوضع الاقتصادي خلال عهد ولاة آل العظم في القرن الثامن عشر جيدًا، لكن عهد الفوضى والحروب الأهلية بين الولاة ساد في ذلك الحين، فضلاً عن النزعات الاستقلالية أمثال ظاهر العمر وأحمد باشا الجزار وفخر الدين المعني الثاني، إلى جانب إرهاق الشعب بالضرائب وهجمات البدو وانعدام الأمن وجور بعض الإقطاع المحليّ. في عام 1831 دخلت البلاد في حكم محمد علي باشا. كان حكمه فيها حكمًا إصلاحيًا من نواحي الإدارة والاقتصاد والتعليم، إلا أن سياسة التجنيد الإجباري التي انتهجها أدت إلى تململ السوريين من حكمه، وقيام ثورات شعبية متتالية ضده بين عامي 1833 و1837، وقد استطاع السلطان عبد المجيد الأول بدعم عسكري من روسيا القيصرية وبريطانيا والنمسا استعادة بلاد الشام في عام 1840.
خلال المرحلة الأخيرة من الحكم العثماني منذ 1840 وحتى 1918 ازدهرت البلاد ونمت طاقاتها الاقتصادية بسرعة وعرفت نشاطا ثقافيًا وسياسيًا كبيرًا شكل جناح النهضة العربية الأول في حين شكلت مصر الجناح الثاني. في المقابل، مع سياسة التتريك التي انتهجتها حكومة الاتحاد والترقي وبروز القومية العربية أخذت المطالبة بالإصلاح تتنامى، وعندما فشل إصلاح الدولة أعلن العرب الثورة في حزيران/يونيو 1916 بدعم من الحلفاء وتمكن الجيش الذي يقوده فيصل بن الحسين من دخول دمشق أواخر سبتمبر 1918. بعد انسحاب العثمانيين، قامت في سوريا العثمانية المملكة السورية العربية تحت حكم الأمير فيصل بن الحسين، ولكنها لم تعمر طويلاً وانتهت في معركة ميسلون لتقسم بلاد الشام بعدها وتوضع تحت الانتداب الفرنسي والانتداب البريطاني. ورغم زوال الحكم العثماني، لا تزال آثاره المعمارية قائمة في المدن الكبرى خاصة ممثلة بالقصور والحمامات والمساجد والخانات والأسواق، كما أن عددًا من العادات والمفردات اللغوية والمأكولات التركية أصبحت جزءًا من تراث وثقافة شعب بلاد الشام.

## التاريخ

### القرن السادس عشر

#### دخول البلاد في الدولة

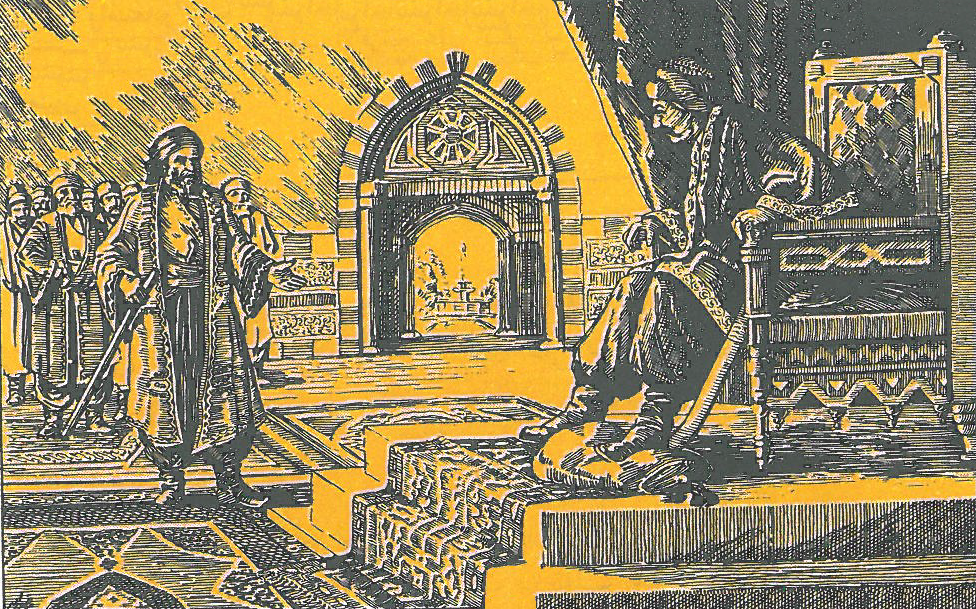
فخر الدين المعني الأول في حضرة السلطان سليم، دمشق 1516.

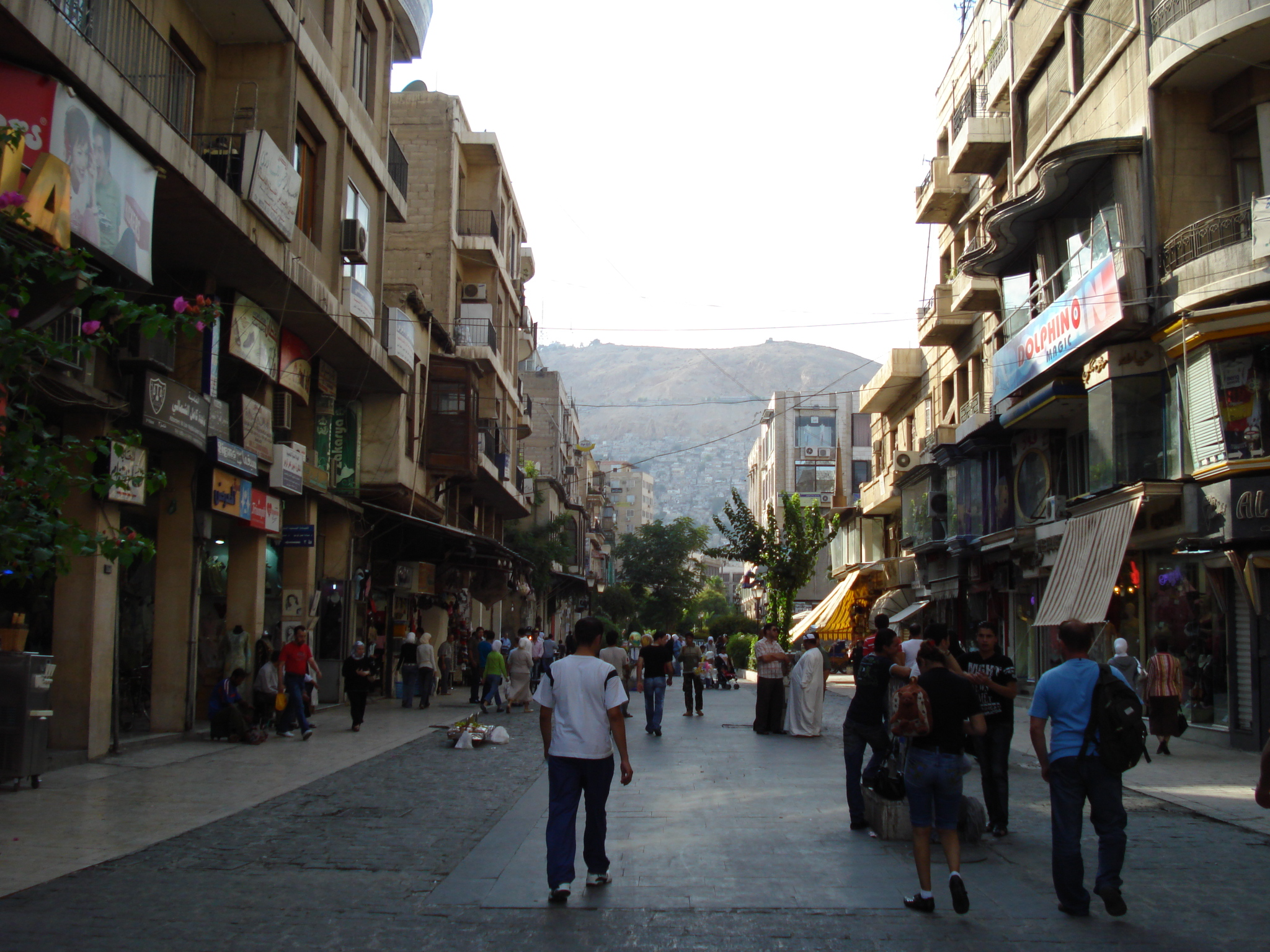
حي الصالحية كما يبدو اليوم، وكان السلطان سليم قد أمر بترميمه.

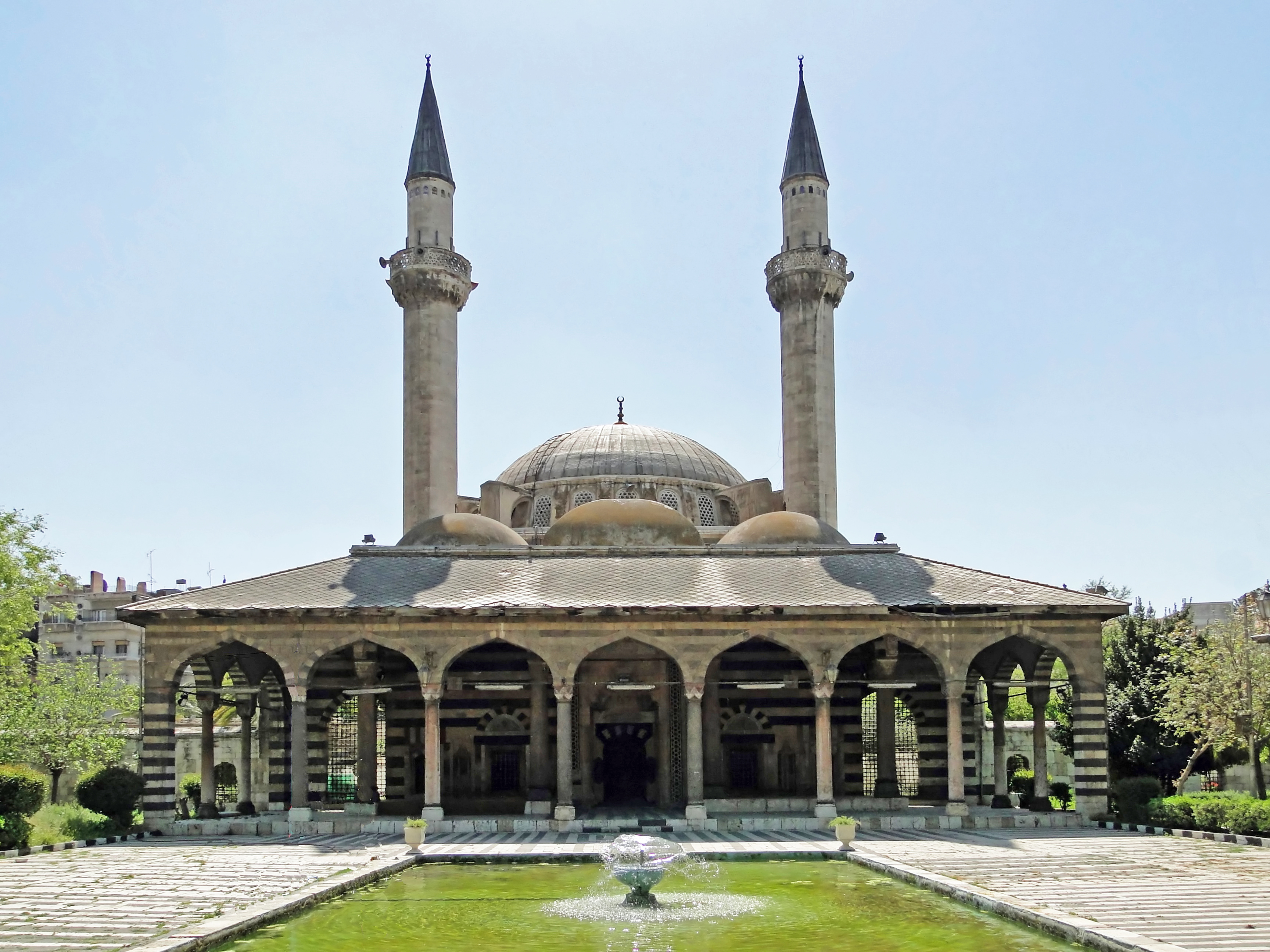
التكية السليمانية والتي بنيت بين عامي 1554 و 1558 بأمر من السلطان سليمان ودُعيت باسمه.

في 24 آب/أغسطس 1516 نشبت معركة مرج دابق بين الجيش العثماني بقيادة السلطان سليم الأول والجيش المملوكي بقيادة قانصوه الغوري، وخلال المعركة انسحب عدد من الأمراء المحليين والولاة المماليك من الجيش والتحقوا بالعثمانيين وكان منهم جان بردي الغزالي نائب دمشق وجمال الدين اليمن شيخ تنوخ والأمير منصور الشهابي أمير الشهابيين في حوران وحاصبيا وفخر الدين أمير الشوف وعساف التركماني أمير كسروان، وقد بدأت عملية الانسحاب عندما مالت الكفة لصالح العثمانيين.
بعد النصر العثماني، اتجه السلطان وجيشه والأمراء الذين والوه إلى حلب حيث استقبله أهلها سلمًا في 28 آب/أغسطس 1516، وتجمعوا في الميدان الأزرق حيث قام محافظو القلعة بتسليم مفاتيحها إليه، واستولى فيها على خزائن قانصوه الغوري وكانت تضم مبالغ كبيرة من المال وسائر نفيس القطع، كما خرج الخليفة المتوكل وقاضي القضاة الثلاثة واستقبلهم السلطان سليم فأجلس الخليفة إلى جانبه ولكنه اتخذ إجراءات احترازية لمنعه من الهرب.
 كما عيّن أحد قادته وهو جه أحمد باشا واليًا عليها، وبهذا أصبحت حلب أول ولاية سورية عثمانية، كما عيّن كمال جلبي قاضيا فيها.
بعد أن أقام السلطان سليم في حلب عدة أيام، انطلق نحو دمشق عبر طريق تدمر، فوصل حماة حيث قام واليها بتسليم مفاتيح القلعة إلى رجاله، وعهد سليم إدارتها إلى كوزلجه قاسم باشا، ثم تقدم الجيش نحو حمص حيث دخلها دون مقاومة، واتخذ من المدينة مركز سنجق وعهد إدارتها إلى هتمان أوغلي، كما وضع سليم قوات كافية في كل من حماة وحمص لحمايتهما، وصل السلطان غوطة دمشق في 27 أيلول/سبتمبر وأقام مضاربه في الموقع المسمى «مصطبة السلطان» وأقام فيها اثني عشر يومًا، ثم دخل دمشق حيث نزل القصر الأبلق. وكان المماليك قد عينوا الأمير العربي ناصر الدين واليًا على المدينة، إلا أن خاير بك أقنعه بالاستسلام للعثمانيين ففعل، وقام الأهالي مع الأمراء باستقبال السلطان سليم، فثبت الأمراء على إقطاعاتهم الموروثة؛ وقد نقل أن السلطان أعجب ببلاغة فخر الدين وعينه متقدمًا على جميع أمراء سوريا المحليين وكلفه بحل الخلافات الناشئة بين أمرائها. وباستثناء معركة مرج دابق، فُتحت جميع مدن الشام سلمًا ودون أي مقاومة إلا في الرملة وغزة، وتوافد أعيان العرب وشيوخها وأمراؤها من حمص وحماة وطرابلس وصفد ونابلس والقدس وحوران حاملين موادا تموينية وتسابقوا في خطب ود السلطان. وفي الجامع الأموي خوطب السلطان سليم للمرة الأولى بلقب «خادم الحرمين الشريفين» حسب بضع روايات، وهو لقب كان حكرًا للخليفة العباسي الذي يملك ولا يحكم في القاهرة، لاحق السلطان سليم فلول المماليك في مصر وكسرهم في معركة الريدانية سنة 1517 مستوليًا بذلك على مصر ثم عاد إلى دمشق وأقام فيها نحو ثلاثة أشهر قضاها في الترتيبات الإدارية، فجعل من حلب عاصمة ولاية تشمل بلاد الشام، وثبّت وعيّن حكامًا جددًا واحتفظ لنفسه بغلال وعوائد وادي العاصي وسهل البقاع نظرًا لكونها من أخصب أراضي البلاد، وقام بإعادة تنظيم الضرائب وأعلن المذهب الحنفي مذهبًا رسميًا للبلاد،  كما أمر بترميم الجامع الأموي وحي الصالحية.

#### ما بعد سليم الأول
في سنة 1520 وإثر وفاة السلطان سليم الأول، أعلن جان بردي الغزالي نائب دمشق الثورة على العثمانيين باسم «الملك الأشرف» من الجامع الأموي في دمشق منتهزًا شغور الحكم في إسطنبول، وأمر بضرب النقود باسمه وتحالف مع خاير بك والي مصر، وربّما يعود سبب تعاطف الدمشقيين مع الغزالي إلى نقل مركز البلاد إلى حلب. تعاطفت عدة مدن سوريّة مع ثورة دمشق ودخلت في طاعة الغزالي كل من حمص وحماة وطرابلس ولكن حلب لم تؤيد الغزالي، وأرسل السلطان الجديد سليمان القانوني جيشًا بقيادة واليها فرهاد باشا - أو فرحات باشا - لقمع الغزالي ومحاربته، وهو ما تمّ لجيش الباشا إثر معركة القابون في 27 كانون الثاني/يناير 1521 والتي قُتل فيها الغزالي. يقول المؤرخ والمدرس في جامعة هارفرد فيليب حتي أن ما حلّ بدمشق بعد تمرد الغزالي على يد جيش سليمان أقسى مما فعله تيمورلنك، فقد أُبيد ثلث المدينة وغوطتها إبادة كاملة، وسرّح كبار موظفي الدولة من أبناء البلد وعيّن أتراك بدلاً منهم.
رغم هذا التمرد، لم يتوقف اهتمام العثمانيين بدمشق، فقد أمر السلطان سليمان القانوني سنة 1554 ببناء التكية السليمانية، ويعتبر تشييدها من الشواهد المبكرة على أعمال العثمانيين العمرانية في البلاد، وكانت وظيفتها الأساسية إعالة فقراء القوم ومحتاجيهم فضلاً عن كونها مسجدًا ومدفنًا ومدرسة، وازدهر بقربها سوق شهير. كذلك فقد نالت سوريا خلال ولاية لالا مصطفى باشا مزيدًا من النمو مع بناء سوق السنانية، وفي سنة 1526 قام العثمانيون بأول مسح للأراضي والسكان والضرائب ولايتي سوريا حاليًا في دمشق وحلب، كما أن الوثائق العثمانية تبرز بوضوح الاستقرار في الريف والازدهار في المدن خلال السنوات الخمسين الأولى للحكم العثماني، إذ نمَت القرى وتوسعت المدن بعد أن كادت تندثر إثر سقوط الحكم المملوكي. وهكذا أخذت تظهر الآن قرى جديدة وأخذت القرى القديمة تنتعش وتتطور، مما أدى إلى زيادة كبيرة لعدد السكان في العقود الأولى، ففي سنجق دمشق على سبيل المثال، استنادًا للسجلات العثمانية زاد عدد القرى من 844 قرية سنة 1521 إلى 1129 قرية في سنة 1569. وفي سنة 1571 شُرع ببناء مسجد درويش باشا في الشارع المستقيم ثم مسجد سنان باشا سنة 1588 ويذكر أن حي الميدان كان قلب المدينة آنذاك. مع نهاية القرن السادس عشر كان عدد سكان المدينة حوالي 57,000 نسمة وبلغ العدد خلال القرن السابع عشر حوالي 80,000 نسمة. في الوقت ذاته كان عدد سكان حلب قرابة 50,000 نسمة ومع ذلك فإن موقع المدينة الرابط لطرق التجارة البرية مع الخليج العربي والهند من ناحية، وكونها حلقة الوصل بين الأناضول والآستانة من جهة ومصر والحجاز وبلاد الشام من جهة ثانية أكسبها أهمية تفوقت خلالها على دمشق. أما سائر المدن السوريّة كحمص واللاذقية والقدس فلم تكن أكثر من بلدات كبيرة لا أهمية سياسية لها. كانت تجارة سوريا عمومًا تتم عن طريق مينائي طرابلس وبيروت، وباستثناء مرافئ الصيادين فقد خلت بقية مدن الساحل السوري مثل اللاذقية وطرطوس وغزة وصيدا ويافا وجبلة وبانياس من أية مرافئ للسفن. شهد القرن السادس عشر تطورات إدارية فاستحدثت إيالة دمشق وعاصمتها دمشق وإيالة طرابلس الشام، وأسقطت عن كلا الإيالتين الضرائب السنويّة لقاء قيام إيالة سوريا ومقرها دمشق بخدمة قوافل الحجيج السنويّة وقيام إيالة طرابلس بتأمين الطعام والشراب للحجيج، وألزمت الإيالتان بضرائب الولاة والإقطاعيين فقط دون ضرائب الباب العالي.

### القرن السابع عشر

المناطق والمدن الشاميّة التي خضعت لفخر الدين الثاني.

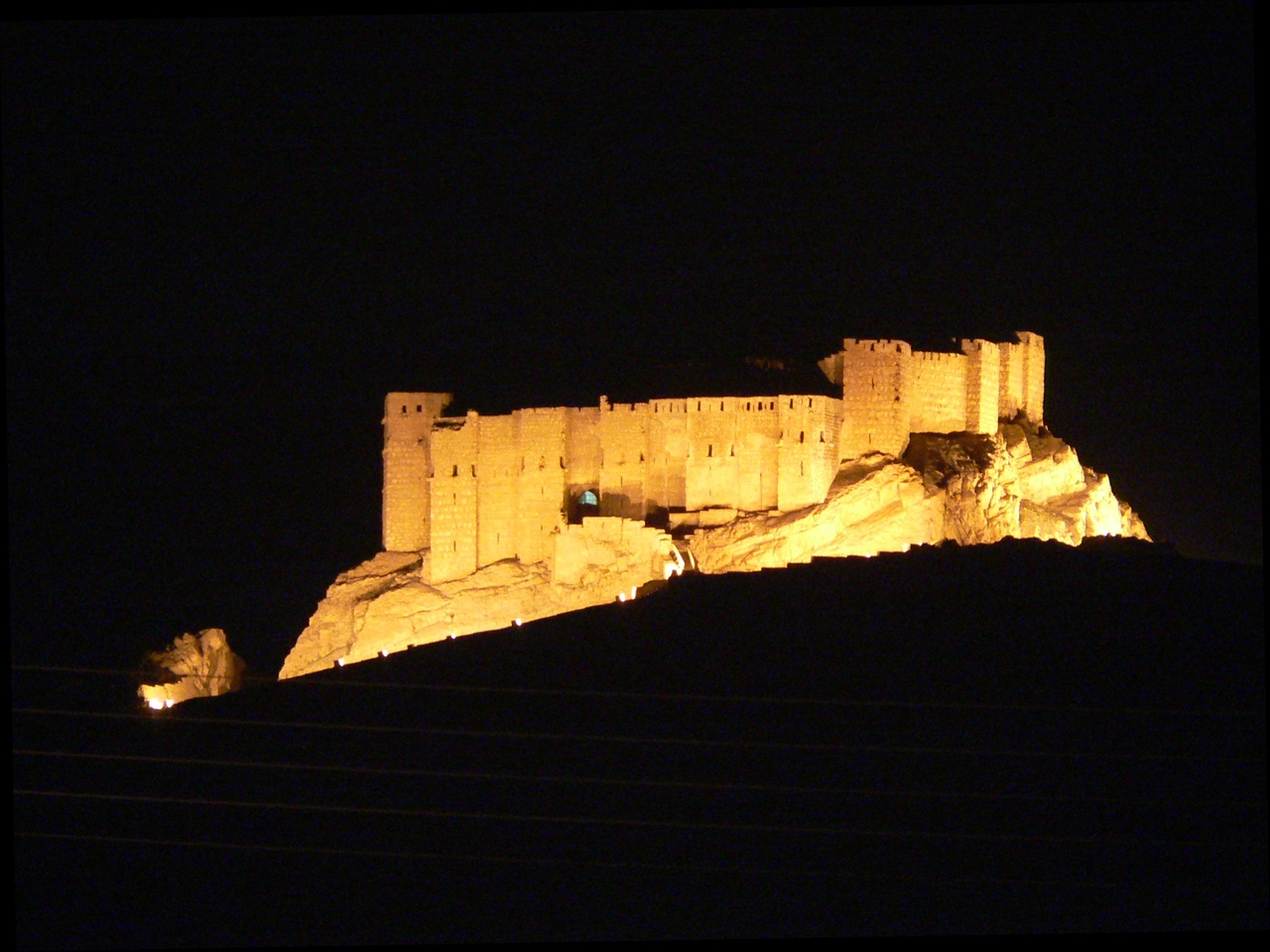
قلعة فخر الدين، المعروفة بقلعة ابن معن، في تدمر التي دخلها سنة 1630، موسعًا إمارته إلى أقصى ما وصلت إليه.

شهدت هذه الفترة تصاعد نفوذ الأمراء والعمال المحليين. كان فخر الدين المعني الثاني قد غدا أمير الشوف سنة 1590 واستطاع توسيع حدود إمارته باسطًا سيطرته على الأراضي الممتدة من المتن الشمالي التابع لولاية دمشق، وحتى عكا وجبل الكرمل بما فيها بيروت وصيدا أما شرقًا فوصل حتى تدمر بما فيها مدن كحمص؛ أسس فخر الدين جيشًا نظاميًا قويًا وبنى الحصون وشيّد القلاع واعتنى بالتجارة والزراعة وتربية دود القز وصناعة الحرير وأبرز معاهدة تعاون وصداقة مع أمير توسكانا في إيطاليا سنة 1608؛ اقتصرت تبعية فخر الدين الفعلية للدولة على دفع الأتاوة السنوية وهي أتاوة قليلة نسبيًا إذا ما قورنت بمدخوله، وقد أثار نفوذ فخر الدين المتنامي مخاوف السلطان العثماني وتم تكليف حافظ باشا والي دمشق بالقضاء على فخر الدين بمعاونة من أربعة عشر باشا، حصل ذلك سنة 1613 وبنتيجة هذه الحملة غادر فخر الدين لبنان إلى منفاه الاختياري في إيطاليا، وفي العام نفسه وقعت في حوران جنوب سوريا حاليًا فتنة دامية بين اليمنية والقيسية استمرّت عامًا كاملاً على شكل مناوشات بين الجانبين، وتقاتل المعنيون وبنو سيفا في لبنان ودمرت حاصبيا ودير القمر، ولم يفلح حافظ باشا في تهدئة الأوضاع فعُزل، غير أن خلفاءه مصطفى باشا وأحمد باشا الكجك وسواهما فشلوا في إعادة الأمان للبلاد وأدى ذلك إلى تضرر كبير للتجارة. في سنة 1618 عاد فخر الدين إلى جبل لبنان وتسلّم شؤون الإمارة المعنيّة من جديد.
خلال القرن السابع عشر أيضًا نجح العثمانيون بالقضاء على الإقطاعيات والإمارات الوراثية العربية شمال حلب، وأقطعت الأراضي بدلاً من العائلات المحليّة للإنكشارية وكبار الفرسان العثمانيين المعروفين باسم سباهية، أما بقية أنحاء البلاد فقد ظلت الإقطاعيات المتخاصمة التي تستنزف مقدرات البلاد واستقرار الولايات على حالها، رغم أن بعض المؤرخين أشاروا إلى أنّ إلغاء الإقطاعيات وإخضاعها للجيش «فيه تغليب للعنصر التركي على العنصر العربي»، وبالتالي تعتبر هذه الفترة بداية نشوء قضية الأقاليم السورية الشمالية. إذن فإنه مع القلاقل الأمنية في إيالة دمشق، وفقر إيالة طرابلس التي كان قسم كبير من سكانها في جبال وسهول اللاذقية وطرطوس من العلويين الفقراء والذين لم ينالوا رعاية واهتمام الدولة في ظل الاختلافات المذهبية، فإن ولاية حلب فضلاً عن أهميتها المكتسبة منذ الفتح العثماني، كانت تنعم بأفضل الأوضاع الاقتصادية والأمنية، ويقول قسطنطين بازيلي أن مشكلة التصحّر نتيجة التقلبات السياسية وإهمال الريف أخذ بالظهور والتسارع خلال تلك المرحلة «آكلاً بالتدريج التربة الخصبة في الجانب الشرقي لسورية».

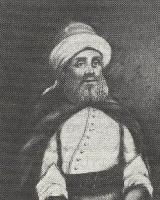
الأمير فخر الدين المعني الثاني الكبير، المُلقب بأمير عربستان، حكم القسم الأعظم من بلاد الشام حتى غدا أعظم ولاة الشرق العربي العثماني خلال القرن السابع عشر.

كانت قوة فخر الدين منذ عودته وبسط نفوذه على لبنان ومناطق واسعة من سوريا فضلاً عن الجليل تثير مخاوف الباب العالي حول نوايا الأمير الاستقلاليّة، رغم الأمن الذي أعاده فخر الدين وإيقافه الفتن بين اليمنية والقيسية وسواها من مكونات المجتمع السوري. في سنة 1635 أرسل السلطان والي دمشق أحمد باشا الكجك، على رأس جيش ضخم نحو جبل لبنان، وأرسل أيضًا الأسطول بقيادة القبودان جعفر باشا. هُزم الأمير فخر الدين وسيق مع ثلاثة من أولاده إلى الآستانة، ولتهدئة خاطر السكان أقرّ السلطان ابن أخ فخر الدين الصغير ملحم أميرًا للجبل، لكن الشعب لم يُسر لهذا التعيين، ووقعت على إثر هذه القلاقل اضطرابات أمنية أعدم في إثرها فخر الدين وأولاده في العاصمة يوم 13 نيسان / أبريل 1635 بتهمة «الزندقة» رغم أن السلطان كان قد أكرم وفادة الأمير أول وصوله إلى القسطنطينية. بعد خلع فخر الدين، عادت الاضطرابات الأمنية من جديد وانهارت زراعة الجبل وتجارته وتكرر القتال بين القيسية واليمنية، وأنشئت إيالة صيدا - وقد نقل مركزها لاحقًا إلى عكا ومن ثم دمجت مع إيالة طرابلس الشام في ولاية بيروت - سنة 1660 لمراقبة جبل لبنان ومدنه الساحلية بعد أن كان مصدر الفتن القبلية بين مختلف الإقطاعيات الوراثية الصغيرة. تكررت المعارك المسلحة في ولايتي طرابلس ودمشق بين الطرفين عامي 1664 و1667، واضطهد الشيعة والعلويون بأمر من والي طرابلس في 1680 وطبقت إجراءات تمييزية بحق المسيحيين سنة 1681 بأمر السلطان مصطفى الثاني. في عام 1697 انقرضت سلالة المعنيين بوفاة الأمير أحمد المعني دون أن يترك وريثًا، وفي عام 1700 برز ظاهر العمر كحاكم على صفد والجليل وتحول إليه مركز ثقل الساحة السورية في القرن الثامن عشر، تماما كما كان فخر الدين في القرن السابع عشر.
وبالنظر لوضع بادية الشام والمدن الفراتية في القرن السابع عشر، يُلاحظ أن أغلب المدن الحالية كالبوكمال ودير الزور والميادين والرحبة لم تكن قائمة، وأن أغلبية السكان المطلقة كانت من البدو وليس من سكان الحضر ريفًا أو مدنًا. وكانت هذه القبائل كما يرى المؤرخ عبد القادر عيّاش، وهي من العرب والأكراد، مصدر إقلاق الأمن على حدود المدن العثمانية وعلى الجيوش والقوافل التجارية السالكة بين العراق والشام. لذلك سعى السلطان سليمان عام 1566 إلى توطيد الأمن باستحداث ولاية خاصة أسماها «إيالة الرقة». لم يكن هناك مدينة الرقة التي تعود للعصر السلوقي بل كانت خرابًا، لكن موقعها المتوسط وأراضيها الخصبة نبّها العثمانيين لأهمية إعادة إعمارها سيّما بعد فتح العراق، بحيث تكون مركزًا يشرفون عن طريقها على القبائل ويؤمنون مواصلاتهم إلى العراق فضلاً عن كونها قاعدة على طريق الجيش العثماني في حال اندلعت الحرب مع الصفويين في إيران. لسوء الحظ، رغم هذه الإجراءات التي اتخذها السلاطين منذ بداية العهد العثماني بهدف فرض السيطرة على المنطقة، بقيت الحالة الأمنية مضطربة والسلطة الحقيقية في يد العشائر، وكثيرًا ما كان يتعذر على الوالي الإقامة في الرقة فكان يقيم في حلب وكثيرًا ما كانت تجمع ولاية الرقة لولاية ديار بكر أو ولاية حلب بحيث يتولاهما وال واحد. في سنة 1607 ثارت الرقة على السلطان محمد الثالث على يد عبد الحليم قره يزيد جي، وعُين على إثر الثورة شرف باشا واليًا عليها وظلّ في منصبه حتى 1623 حين تسلّم بوستان باشا. وفي 1664 ثارت الرقة مجددًا وقتل الثوار واليها ابن الصدر الأعظم محمد باشا الطيار. وفي سنة 1670 أصبح سعد الدين باشا العظم واليًا عليها، وتمكن آل العظم لاحقًا من مد سيطرتهم إلى ثلاث ولايات شاميّة أخرى هي سوريا وطرابلس وصيدا، وكان سعد الدين باشا قد استطاع استعادة المنطقة من مماليك العراق والقضاء على نفوذهم في الولاية.

### القرن الثامن عشر

#### عهد ولاة آل العظم

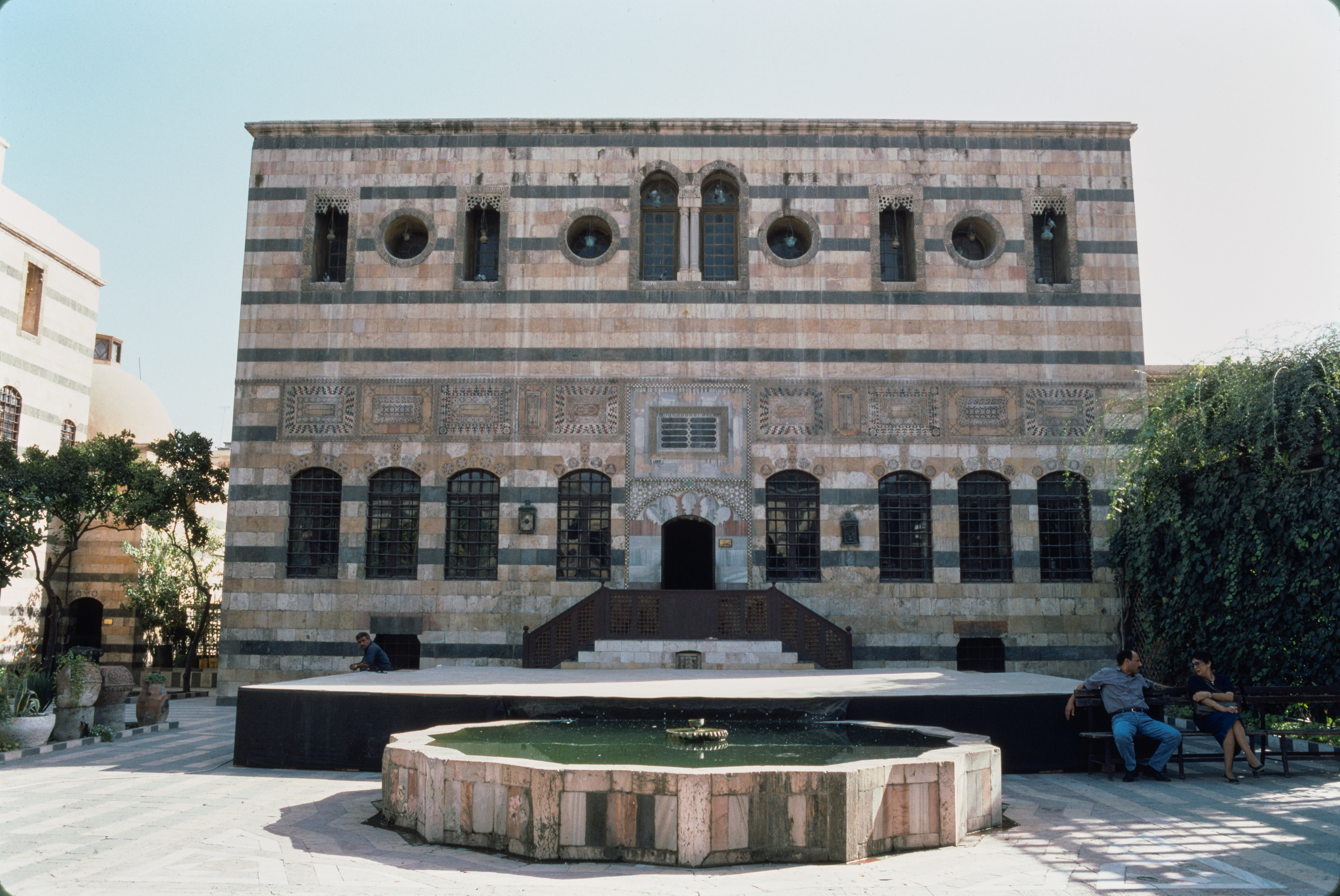
قصر العظم المشيّد عام 1749 واعتبره فيليب حتي «أروع أثر عربي في القرن الثامن عشر».

يعتبر القرن الثامن عشر قرن ركود وتدهور في الدولة العثمانية على مختلف الأصعدة، قبل محاولات البعث والتجديد في القرن التاسع عشر. كانت سوريا في هذا القرن كغيرها من أجزاء الدولة تعاني من سوء الوضع الاقتصادي وتراجع الأمن والتقلبات السياسية فضلاً عن التمردات ونزعات الاستقلال لدى بعض الولاة. يُستثنى من هذا التدهور فترة حكم ولاة آل العظم على ولاية سوريا، والذين امتازوا بكونهم من الولاة الإصلاحيين ومن أهل البلاد إذ ترجع عائلة العظم في جذورها إلى حماة على العكس من أغلب الولاة المعينين سواءً أكانوا أتراكًا أم من غيرها من جنسيات الدولة. وقد استطاع إسماعيل باشا العظم الذي غدا واليًا عام 1724 ودعي «خير وال عرفته البلاد»، كسب ثقة الباب العالي وعُين ابنه واليًا على طرابلس وابنه الثاني واليًا على صيدا كتأكيد على وحدة هذه الولايات الثلاث من ناحية ولدوام ارتباط مشاكلها وحياتها ببعضها البعض فضلاً عن دوام التنسيق فيما بينها. ويعود لإسماعيل باشا تشييد قصر العظم عام 1749 والذي اعتبره فيليب حتي «أروع أثر عربي في القرن الثامن عشر».
لسوء الحظ، فإن القتال بين القيسين واليمنيين والجنبلاطيين واليزبكيين وأولاد العم في الأسرة الشهابية كان أبرز سمات أواسط القرن، يضاف إلى ذلك تمرد الحركة الوهابية في شبه الجزيرة العربية بقيادة محمد بن عبد الوهاب بدءًا من عام 1747، والذين استطاعوا السيطرة على مكة والمدينة المنورة، وأقفلوا طريق الحج بوجه قوافل الحجاج ولم يستطع ولاة دمشق المكلفين تأمين الحجيج ردع مقاتلي الوهابية وأنصارهم من قبائل البدو، وقد قام قطاع طرق بدو عام 1757 بمهاجمة قافلة الحج التي كانت تتكون من ستين ألف حاج ونهبوا ممتلكاتها بما فيها كساء الكعبة، وكان من بين القتلى والدة السلطان عثمان الثالث وكان الحادث أن يودي بحكم السلطان مصطفى الثالث لتذمر رجال الدين في الدولة، ورغم هذه التطورات فقد فشلت الدولة ومعها ولاتها في سوريا من تأمين قوافل الحج أو إعادة بسط السيطرة على الحجاز، وانخفض عدد الحجيج من 50 ألف حاج سنويًا بالمتوسط إلى نحو ألفين فقط، وذلك أثر عميق التأثير على اقتصاد دمشق بشكل سلبي، إذ كانت المدينة كنقطة تجمع على طريق الحج، تعتمد على هذه القوافل السنوية في تنشيط علميات البيع والشراء، وإدخال قطع نقدي جديد، وبالتالي اختفى بفضل هذا التمرد الرخاء الاقتصادي الذي نعمت به المنطقة. كما أن إحدى نتائج التمرد كان إنهاء حكم آل العظم على ولايات سوريا وصيدا وطرابلس بعد عزل أسعد باشا العظم الذي مكث واليًا أربعة عشر عامًا مع أخويه عن طرابلس وصيدا، وعيّن حسين باشا مكي، كما أدت تلك الأحداث إلى اندلاع اقتتال بين فرسان اليرلية والقبيقول وكلاهما من فرق والمنظمات العسكرية العثمانية، وما رافقها من عمليات سلب ونهب، عمومًا، لم يكن هجوم البدو على قافلة الحج هو الوحيد فقد تكرر تسعة عشر مرة في القرن الثامن عشر نجح ست منها وراوح بين النجاح والفشل ثلاث وفشل عشرة حملات، وهو ما يعكس «ضعف الدولة مقابل ازدياد شوكة قبائل البدو».

#### عهد ظاهر العمر

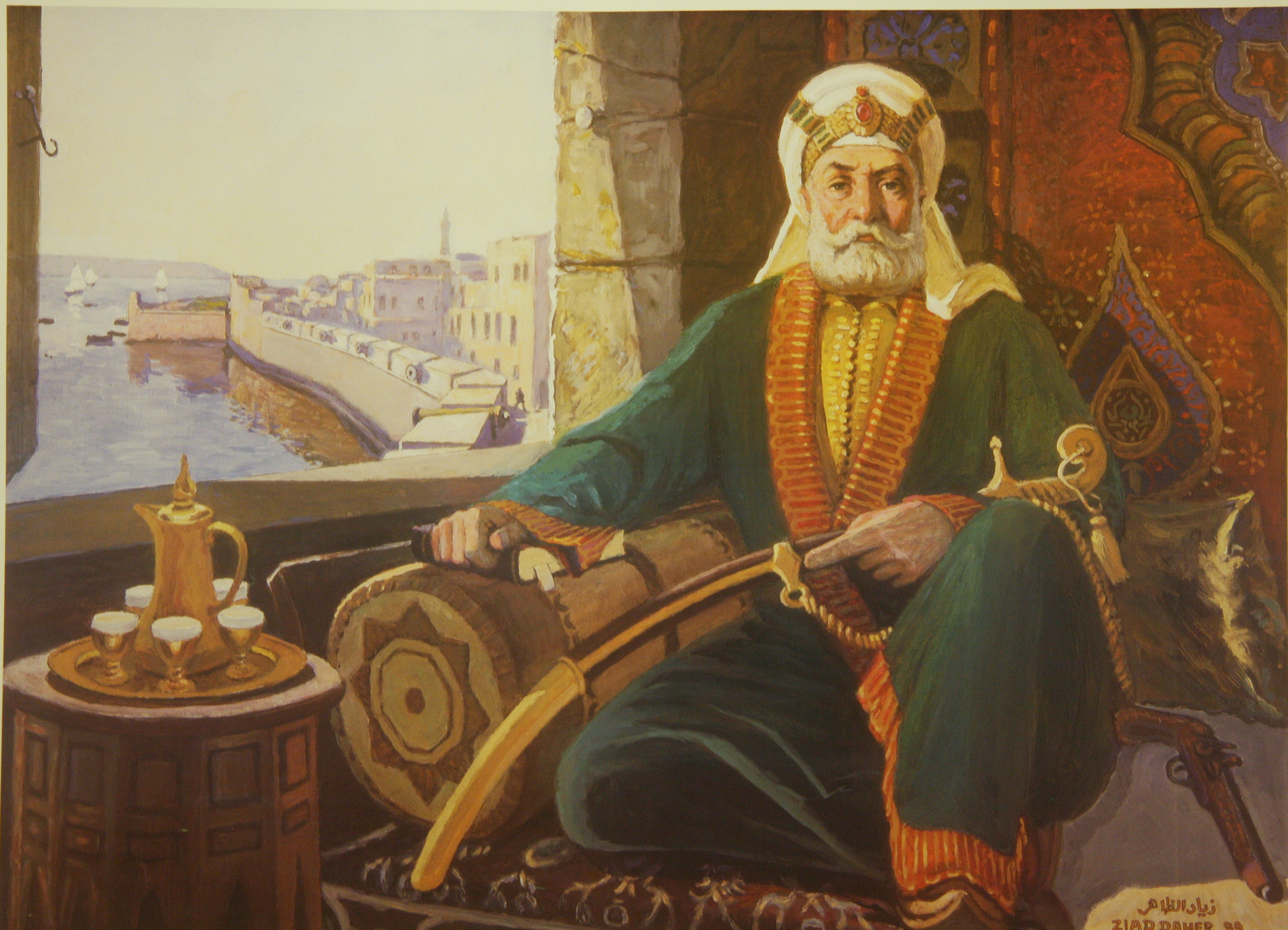
ظاهر العمر.

خلال هذه الفترة ذاتها في أواسط القرن، برز ظاهر العمر صاحب صفد والجليل عام 1750 بقليل من المال دفعه إلى والي صيدا مكّنه من الاستيلاء على عكا، وأخذ يعمل على تطوير مدينته التي غدت مركز تصريف الحاجيات التي يسرقها البدو وقطاع الطرق من القوافل العابرة سواءً بين دمشق والحجاز أو بين دمشق ومصر، لم يشأ الباب العالي عودة إمارة قوية وشبه مستقلة إلى سوريا فعيّن عثمان باشا واليًا على سوريا بصلاحيات استثنائية، وعين ابني عثمان باشا واليين على صيدا وطرابلس تأكيدًا للعرف الذي ساد مع ولاة آل العظم، وقد حشد عثمان باشا جيشه لمحاربة ظاهر قرب نابلس لكنه فشل في القضاء عليه، وكانت تلك الواقعة بداية أعمال العداوة بين الشيخ صاحب عكا والحكومة العثمانية.
تحالف ظاهر مع علي بك الكبير والي مصر وأعلنا سوية التمرد على الدولة العثمانية، واحتل الجيش المصري غزة والرملة ومنها اتجه نحو دمشق، حيث لاقى جيوش ولايات سورية وطرابلس وصيدا وكسر الجيش المصري ومعه جيش ظاهر عمر الجيوش العثمانية الثلاثة ودخل دمشق عام 1771، سلمًا ومنح الأمان للشعب، أما عثمان باشا فقد هرب إلى حمص، غير أن الجيش المصري وكانت قد دخلت في حوزته جنوب سوريا برمتها، قد تخوّف من ردة فعل السلطان، ولذلك آثر الانسحاب من سوريا وقفل عائدًا إلى مصر. اضطر ظاهر العودة بدوره إلى عكا، أما عثمان باشا فقد عاد إلى دمشق وجنّد جيشًا لملاقاة ضاهر العمر للقضاء عليه. التقى الجيشان في أبريل 1772 وكُسر جيش عثمان باشا وتبعثر وكان أغلب أفراده من الأكراد، وانتصر ظاهر العمر الذي كان قد تحالف مع الشيعة في جنوب لبنان، وقد ذعر من هذا التحالف درويش باشا والي صيدا وابن عثمان باشا فهرب إلى دير القمر عاصمة الجبل هربًا من مقر ولايته، وفي الآونة نفسها كانت الحرب الروسية العثمانية قد انتهت لمصحلة الروس، وانشغل الباب العالي بنبأ هزيمته عن أوضاع سوريا المتعثرة. إبّان هذه التطورات وقعت في سوريا وجبل لبنان وجبل عامل صدامات شتى على أسس مذهبية بين الشيعة والدروز، وحاول ظاهر العمر استمالة أمير جبل لبنان، منصور الشهابي، لصالحه لكنه فشل، وظلّ الشهابيون مخلصين للعثمانيين، وفي غضون الاقتتال الدرزي الشيعي انسحب شيوخ العقال الدروز من صيدا بد أن هزم أمير الجبل في معركة مع جيش العمر قرب النبطية وهو ما عنى فعليًا القضاء على آخر مقاومة أبدتها السلطة العثمانية الرسمية ضد ظاهر، وسيطر الأخير على صيدا.
نظرة عامة على الوضع يفسّر ما كان يجري في الدولة العثمانية حينها: تمرد الإنكشارية في العاصمة على السلطان مصطفى الثالث، وغرق الأسطول العثماني بالمدافع الروسية بشكل كامل أو كاد، واستولت روسيا على حصون عثمانية على ساحل البحر الأسود وانتفضت اليونان للمطالبة باستقلالها، ولم تعد مصر في ظل المماليك وشبه جزيرة العرب في ظل الوهابيين وجنوب بلاد الشام في ظل ظاهر العمر تعترف بسلطة الباب العالي.

#### عهد أحمد باشا الجزار

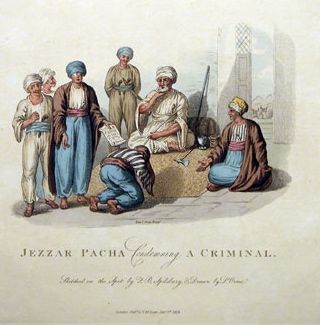
أحمد باشا الجزار، يقضي في مجلسه.

في عام 1772 توفي عثمان باشا وعيّن عثمان باشا آخر واليًا على سوريا مضافًا إليه لقب سر عسكر، وطلب إليه تحقيق السلام في سوريا من قبل السلطان؛ حاصر عثمان باشا الجديد صيدا وكاد أن يستعيدها لولا تدخل الأسطول الروسي لصالح ظاهر العمر، وللمرة الثانية هُزم الدروز الذين والوا عثمان باشا على يد الشيعة موالي ظاهر العمر، ولمنع تقدم الروس واحتلالهم بيروت، عيّن والي سوريا أحمد باشا الجزار سيدًا عليها وزوده بجيش صغير من ثلاثمائة مغربي.
بعد ثلاث سنوات في عام 1775 عاد المصريون ثانية إلى سوريا هذه المرة بجيش قوامه ستون ألف رجل وبقيادة محمد بك المكلّف من قبل السلطان إخضاع ظاهر العمر، وهو ما تم له في مارس 1775 عندما استولى على عكا، بعد أن دمّر حيفا ويافا وجبل الكرمل. لم يكن محمد بك مخلصًا للسلطان وكان يسعى لضم جنوب بلاد الشام لأملاكه في مصر، إلا أن المنية عاجلته في يونيو 1775، وقد عيّن الباب العالي حسن باشا قائد الأسطول حاكمًا على سوريا، وهو من استطاع الظفر بقتل ظاهر العمر الذي كان مختبئًا في حوران، وتؤكد تقارير رسميّة أن الجيش العثماني نقل من خزائن عكا إلى الباب العالي أربعين مليون قرش وكثير من المجوهرات قدر أحدها منفردًا بمئتي ألف قرش وهو خنجر مصري مطعم، طبعًا هذا لا يشمل ما احتفظ به محمد بك لنفسه عند فتح عكا وحسن باشا عن تسلمه زمام الولاية من الثروات.

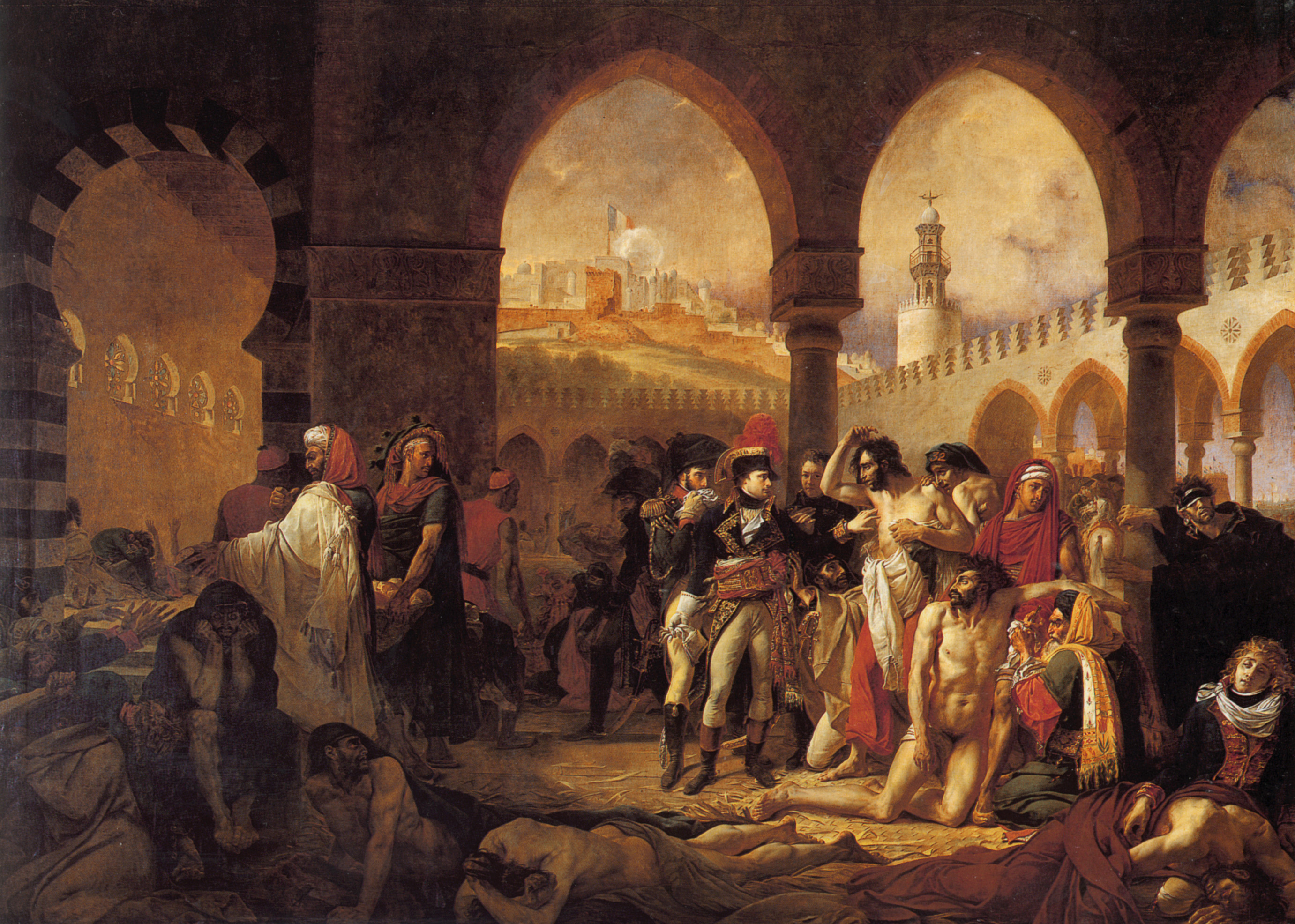
لوحة تؤرخ دخول نابليون بونابرت إلى يافا بعد محاصرتها عام 1799، معروضة في متحف اللوفر.

عمد حسن باشا للعفو عن الشيعة الذين ساندوا العمر وسعى لمصالحتهم مع الدروز، وبعد أقل من عام في 1776 عُين أحمد باشا الجزار واليًا على صيدا واستدعي حسن باشا إلى العاصمة، وربما فإن الجزار قد دفع رشاوى في البلاط السلطاني لتزكية اسمه. كان حكم الجزار قاسيًا فقد أضنك الشعب بالضرائب وضاعف أتاوة الإقطاعيات حتى وصلت أتاوة جبل لبنان إلى مليون قرش، وقمع بدو الأردن وانتزع منهم مائة ألف رأس من الخيل والبقر والإبل كأتاوة وأمر سكان المدن بشرائها لتأمين نقده، كذلك فقد احتكر التجارة وعرف عنه أنه قطع أنف وأذن وزير ماليته حاييم اليهودي «على سبيل المزاح». وفي عام 1780 عين واليًا على دمشق فجمع ولايتين إلى شخصه، لكنه ظل مقيمًا في عكا، ورفض بعد تعيين والي جديد على دمشق التنازل عن بعض النقاط الهامة خارج حدود ولاية صيدا واستطاع بعزمه أن يعود واليًا على سوريا عام 1790، وفي عام 1793 أصيبت البلاد بقحط وجفاف، ولكن الباشا ورغبة منه بإضعاف نفوذ الأمراء الشهابيين، رفض توزيع القمح في جبل لبنان «فحصدت المجاعة قرى بأكملها»، واستطاع أن يفرض سيادته كذلك على العلويين المقيمين على الساحل السوري، وفي عام 1782 شن حربًا على خليل باشا والي طرابلس بعد أن عرف أنه يؤلب البلاط السلطاني عليه وقتله؛ كذلك فقد استجلب الجزار أعدادًا كبيرة من الأكراد وجعلهم قوام جيشه لأنه لم يأمن جانب أبناء البلاد، وفي فبراير 1779 كلفه السلطان بصد الحملة الفرنسية على سوريا والتي كانت قادمة من مصر التي احتلها نابليون بونابرت، وساعده كل من الباب العالي والأسطول الإنكليزي واستطاع الجزار هزم نابليون على أسوار عكا وأراد القضاء على إمارة الشهابيين لتعاطفهم مع الفرنسيين، واستطاع احتلال دير القمر وخلع الأمير بشير الثاني الشهابي، لكنه لم يتمكن من تحقيق كامل مآربه بسبب تحالف الأمير مع الإنكليز من ناحية، وبسبب الجيش الضخم الذي أرسله السلطان وقوامه مئة وخمسين ألف رجل بقيادة الصدر الأعظم يوسف ضياء باشا لاستعادة مصر من الحملة عن طريق سوريا، وهو ما جعل الجزار آخر أيامه يخشى ويعتدل في مواقفه، وقبل وفاته عام 1804 كان قد كُلف بحماية قوافل الحج من البدو.

#### أوضاع ولاية الرقة
استطاع أحمد باشا الجزائر بسط نفوذه على ولاية الرقة التي تشمل بادية الشام والجزيرة السورية عام 1787 لكنه عُزل عن الولاية بعد فترة قصيرة، وبكل الأحوال فإن أوضاع الرقة والمنطقة الفراتينة في القرن الثامن عشر لم يتحسن بصورة ملحوظة عما كان عليه الوضع في القرن السابق، من ناحية تكرر الثورات والقلاقل الأمنية، أكبر هذه الثورات كانت ثورة تيمور باشا عام 1790 وهو شيخ إحدى القبائل الكردية في المنطقة، والتي تعتاش من التجوال وتربية الماشية، وقد كان لتيمور من النفوذ على القبائل الأخرى ليس فقط في منطقة الفرات بل حلب وديار بكر أيضًا، بحث فرض الضرائب على القرى والقبائل في هذه المناطق، واحتفظ بها لنفسه واستولى على جميع المراكز الحكومية الواقعة في ولايات حلب وديار بكر والرقة وأخذ في المراحل المتقدمة من عصيانه بسلب القوافل وشن الغارات على السكان فضلاً عن مصادرة ممتلكاتهم بما فيها حلب نفسها. ولذلك فقد أناط السلطان بوالي بغداد سليمان باشا أمر القضاء عليه، على أن يعاونه والي الرقة مصطفى باشا الكوسا وواليي حلب وديار بكر، وقد حشد سليمان باشا جيشًا قوامه ثلاثون ألفًا وتوجه شمالاً إلى الموصل ومنها إلى أورفة حين هرب تيمور وتشتت أتباعه.
وقد وقعت الحرب بين واليي الرقة وبعداد حول طرق اقتسام أموال تيمور باشا، وانتهى القتال بعزل والي الرقة لمصلحة بغداد، وفي عام 1800 عين تيمور باشا المتمرد سابقًا واليًا على الرقة بعد أن عفا عنه السلطان ومنح له لقب الوزارة.

### القرن التاسع عشر

#### زمن الفوضى وصراع الولاة

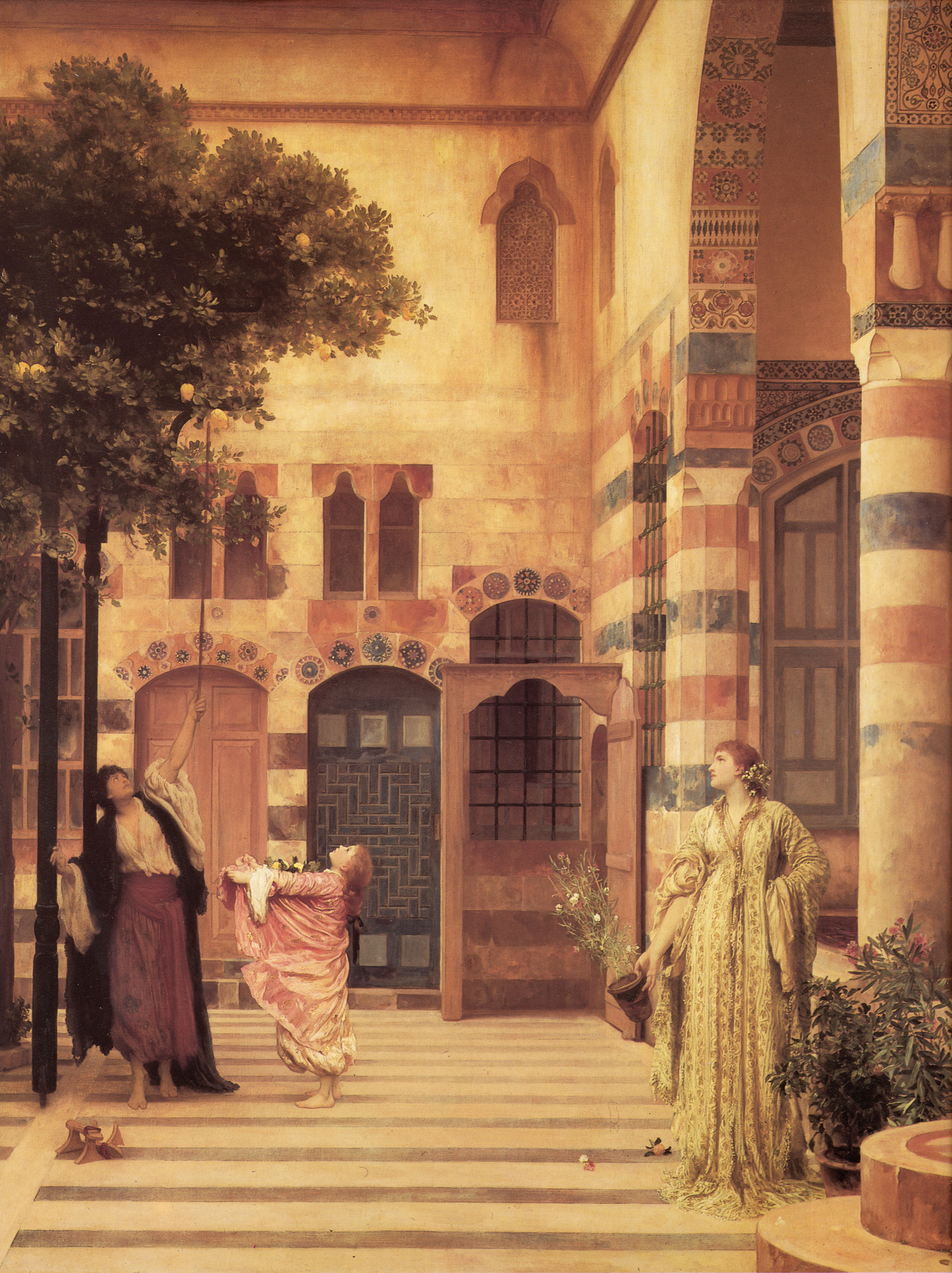
عائلة دمشقية يهودية في منزلها على الطراز الشامي التقليدي، بريشة فريدريك لينغتون، 1855.

فشلت حملة الصدر الأعظم على مصر ورغب الباب العالي بإضعاف نفوذ الجزار بتعيين باشوات في حمص وحماة وغزة بحيث يزيد عدد الولايات السوريّة، غير أن الشيخ دنش شيخ إحدى أكبر قبائل بادية الشام طرد الواليين المقيمين في حمص وحماه، وكذلك فشل يوسف باشا العظم الذي عُين مع بداية القرن واليًا على طرابلس الشام في الدخول إلى مركز ولايته ومباشرة مهامه. كانت قوافل الحج والتجارة لا تزال تتعرض للهجوم من ملاحدة البدو، وكان الجزار لا يزال يحيك المؤامرات على باشا دمشق ليضمها إلى أملاكه، وهو ما نجح به قبل عام من وفاته أي في عام 1803، كذلك كلف بأمن قافلة الحج. لم يُسعَد سكان دمشق بتعيين الجزار واليًا عليهم للمرة الثالثة، واشتكوا إلى الباب العالي وأغلقوا أبواب مدينتهم في وجه مندوب الجزار سليمان باشا، لذلك فرضت عليهم غرامات طائلة وتمت مصادرة أجزاء من أملاكهم.
توفي الجزار في أبريل 1804 وكلّف السلطان إبراهيم باشا والي حلب مهمة الاستيلاء على ولاية صيدا ومركزها في عما لمنع انتقال إرث الجزار من ناحية والسيطرة على ثرواته من ناحية ثانية، غير أن سليمان باشا أحد قادة جيش السلطان قد سبق بمعاونة حاييم اليهودي وزير مالية الجزار واستطاع بسط سيطرته على المنطقة مُفشلاً مخطط والي حلب. كان الوهابيون قد فرضوا سيطرتهم على مكة والمدينة مجددًا وعزلوا واليها وعينوا وال جديد عليها ولم يعترفوا بسلطة الباب العالي، ووصلت غارتهم إلى حوران والمناطق الجنوبية من سوريا، وكان ولاة سوريا يشترون أمن دمشق من قادة الوهابيين وكذلك يشترون السماح لقوافل الحجاج بزيارة مكة بمبالغ طائلة؛ عيّن السلطان أمير يوسف الدالي باشا وهو أحد قادة الجيش الذي كسر الوهابيين عدة مرات، وكذلك كسر تمرد العلويين والإسماعيليين في جبال الساحل وفرض عليهما أتاوة كبيرة، واليًا على سوريا، وفي الوقت نفسه تمرّد والي طرابلس مصطفى بربر الذي لم يعترف بالسلطان فذهب إليه دالي باشا وأرغم مصطفى باشا الفرار إلى عكا. وهناك تحالف والي طرابلس الفار مع سليمان باشا والي صيدا، وحاصرا دمشق، واستطاع سليمان باشا السيطرة عليها طاردًا الدالي باشا عام 1815. وتزامنًا مع ذلك كان أمراء العائلة الشهابية قد اعتنقوا المسيحية وانضموا إلى الكنيسة المارونية، واحفتظوا بدينهم الجديد سرًا حتى قدوم الحكم المصري.
في عام 1820 توفي سليمان باشا وعُين عبد الله باشا خلفًا له، وفي العالم نفسه اندلعت أول ثورة فلاحية ضد الإقطاع في سوريا انطلقت من بشري شمال لبنان حاليًا، وذلك ردًا على فرض أمير الجبل بشير الثاني الشهابي ضرائب إضافية على الفلاحين بطلب من عبد الله بشا الذي فرض سيطرته على ولايتي طرابلس وصيدا مجتمعتين، أي أن الساحل السوري من إسكندرون وحتى غزة دخل ضمن أملاكه؛ وبعد جمعه الولايتين لشخصه عكف عبد الله باشا على محاربة درويش باشا والي دمشق للسيطرة على ولايته، والذي كان صدرًا أعظم سابق، حاصر دمشق.
كان عبد الله باشا كارهًا للمسيحيين والدروز وفرض عليهم ضرائب باهظة حتى اضطر الكهنة لصهر فضة وذهب الكنائس لدفعها، في حين كان دوريش باشا متسامحًا معهم، ولذلك قاد الأمير بشير الشهابي جيشًا بقوام عشرة آلاف مسيحي ودرزي وهبط إلى دمشق المحاصرة نصرة لواليها؛ كانت حرب استقلال اليونان في أوجها وقد أعدم في الآستانة بطريرك الروم الأرثوذكس بتهمة التعامل مع الثائرين، وطالب «رعاع دمشق» كما وصفهم قسطنطين بازيلي إعدام بطريرك الأرثوذكس الإنطاكيين، لكن درويش باشا رفض فشل عبد الله باشا الدخول إلى دمشق، وكلف السلطان محمود الثاني درويش باشا ومعه واليي حلب وأضنة القضاء على عبد الله باشا والي صيدا وطرابلس المتمرد، وحاصر الجيش عكا قاعدة الباشا الثائر، لكن السلطان عاد وعفا عنه. وسرعان ما جهز حملة شبيهة بعد عام لتمرد عبد الله باشا مجددًا ونهبه الخزائن السلطانية، هذه المرة كان الجيش مؤلفًا من خمسين ألف جندي يقوده درويش باشا ومعه ستة ولاة آخرين، وقبيل تحقيق النصر استحصل محمد علي باشا عفوًا عن ثائر عكا من السلطان، بعد أن سُلخت من أملاكه ولاية طرابلس واكتفى بولاية صيدا. لكن الحالة لم تتحسن بين دمشق وعكا، إذ كرر عبد الله باشا هجوماته على مناطق تابعة لولاية سوريا منها نابلس التي حاصرها وأجبر حاميتها على الاستسلام وهدم حصنها.
في عام 1829 انتهت الحرب الروسية العثمانية بمعاهدة أدرنة، وتفرع السلطان محمود الثاني للقضاء على ولاته المتمردين، وفي عام 1830 وقعت في حلب فتنة عظيمة أفضت لاستئصال الإنكشارية والذين سيطروا طويلاً على الحياة السياسية فيها، وفي فبراير 1831 قامت في دمشق ثورة عارمة بعد إعلان فرمان سلطاني بفرض ضريبة جديدة اعتبرها السكان باهظة؛ رفض السكان دفع الضريبة وكان حي الميدان يشكل نواة المنتفضين، وهو من الأحياء ذي الغالبية الفقيرة. كان والي دمشق الجديد سليم باشا قد هرب بنتيجة الثورة واختبأ في قلعتها فحاصره الثوار وبعد ستة أسابيع من الحصار انضم خلالها وجهاء المدينة إلى الثورة، اقتحم الثوار القلعة وقتلوا الوالي وحاشيته وأفراد أسرته وسحلوا جثته في شوارع دمشق جارين إياها من حي إلى حي.
عينت السلطات العثمانية واليًا جديدًا على سوريا هو علي حاجي باشا، لكن سلطاته مكثت ضعيفة، يضاف إلى ذلك عبد الله باشا والي عكا شبه المستقل بولايته، أما شبه الجزيرة العربية قد دخلت في طاعة محمد علي باشا، وكانت أعداد متزايدة من المصريين تلجأ إلى بلاد الشام هربًا من التجنيد الإجباري في مصر، ولهذا السبب المباشر، إلى جانب السبب البعيد المتمثل في توسيع مملكته والاستفادة من الطاقات التجارية والاقتصادية والبشرية لسوريا، أرسل محمد علي باشا جيشًا لاحتلال سوريا، انطلق بقيادة ابنه إبراهيم باشا في 14 نوفمبر 1831، من القاهرة.

#### الحكم المصري

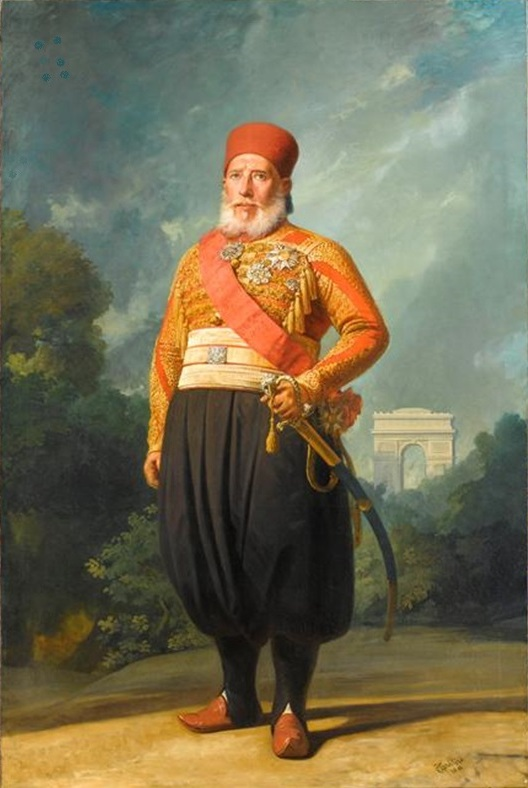
إبراهيم باشا، فاتح سوريا وحاكمها 1831 - 1840.

دخل إبراهيم باشا دون أي مقاومة تذكر، ورُحب به كفاتح في غزة ويافا وحيفا، وكان جند عبد الله باشا إما ينسحبون إلى عكا أو ينضمون للجيش المصري. كذلك فإن نابلس و
القدس وقبائل النقب قد بعثت إلى إبراهيم باشا مبينة استعدادها القتال في صفه. وعند عكا طال الحصار لأشهر، لكنه في النهاية ملكها، ولم يُستثر الشعب ضد إبراهيم باشا رغم فتاوى شيخ الإسلام التي طالب بها محمد علي الانسحاب من سوريا والسكان لمقاومته لضمان أمن قافلة الحج.
تم فتح عكا بعد حصار طويل في ديسمبر 1831، وكانت الدولة قد عينت علي باشا واليًا على سوريا خلفًا لسليم باشا، لكن الشعب استقبله بتجهم ورغب بقدوم إبراهيم باشا كمنقذ، وكذك الحال في حلب، أما طرابلس فإن واليها السابق مصطفى بربر هو بنفسه من قاد فيالق المصريين للسيطرة عليها، وفي ربيع 1832 كلف محمود الثاني حسين آغا باشا ولاية سوريا ومنحه لقب عسكردار وكلفه القضاء على الجيش المصري، كان الجيش العسكردار قوامه ثلاثون ألف مقاتل و160 مدفع ومعه أسطول بقيادة خليل باشا إلى جانب جيش غير نظامي من عشرة آلاف نفر تحت قيادة عثمان باشا قرب حمص، كان إبراهيم باشا قد استولى على بعلبك التابعة لولاية دمشق، ومنها هبط نحو حمص والتقى الطرفان في 16 مايو 1832، وكان النصر بنتيجة المعركة في طرف إبراهيم باشا، الذي استتبع نصره بدخول دمشق يوم 13 يونيو 1832.
حين استولى إبراهيم باشا على دمشق، مثل أمامه وفد من سكان حلب ليطلب منه السيطرة على مدينتهم، وعندما أدرك السردار أكرم باشا المعيّن من قبل السلطان قائدًا للجيش العثماني الرسمي في سوريا، تململ المدينة بحزبيها الأميرية والينيشارية من الولاة العثمانين، سحب الجيش الذي أرسله محمود الثاني تحصن في لواء إسكندرون، وفي 29 يوليو 1832 التقى الجيشان في بيلان قرب أنطاكية، وكُسر الجيش العثماني وفتحت بالتالي أبواب كيليكيا والأناضول أمام إبراهيم باشا، بعث السلطان بجيش جديد ضخم بقيادة الصدر الأعظم لكن إبراهيم تمكن من هزيمته يوم 29 ديسمبر 1832 في قونية، وبذلك غدت الآستانة بحد ذاتها عرضة لخطر محمد علي؛ جرت مخابرات بين الدول الأوروبية ورسا الأسطول الروسي في الآستانة وانتهى الأمر بتوقيع على اتفاقية كوتاهية في 4 مايو 1833.
كان حكم إبراهيم باشا إصلاحيًا للغاية، وحد الضرائب على الشعب ومنع الإقطاع من فرض ضرائب إضافية خاصة بهم، وألغى التقييدات المُذلة بالملبس والمسكن عن المسيحيين واليهود، وسمح ببناء الكنائس وترميم القديم منها، وألغى الضرائب القاسية على كنيسة القيامة التي وصلت في السابق حدًا أخذت معه الرهبنات المشرفة على الكنيسة بيع أملاكها لسداده، وأجرى نظامًا مركزيًا للإدارة في البلاد وعيّن شريف باشا حاكمًا مدنيًا مقابل كون إبراهيم باشا حاكمًا عسكريًا، وتبع جميع الولاة ومديرو المناطق مباشرة لسلطة الحاكم المدني، وأنشأ في المدن مجالس محلية من سكانها لإدارة شؤون الأحياء، فكانت تلك المرة الأولى التي حكم بها الشعب نفسه في العصر الحديث. وله العديد من الإنجازات الاقتصادية من توطين البدو حول حلب ودمشق وإشغالهم بالزراعة، وارتفاع عدد أنوال الحرير والعناية بالقطن وتصديره وإنشاء محاكم تجارية خاصة، وإصلاح نظام الضرائب محددًا إياها بضريبة واحدة فقط بدلاً من مجموعة ضرائب، وقد بلغت 500 قرشًا للأغنياء وتنخفض لتصل إلى 15 قرشًا لأشد الناس فقرًا، وكذلك فقد ألغى الجزية، وأجرى أول إحصاء سكاني في البلاد السوريّة. وعادت البلاد بفضل هذه الإصلاحات مركز أوروبا الأساسي لاستيراد الأقمشة على اختلافها، وقد شجع عمليات التصدير بإلغاء الجمارك بين الولايات، وأراد جر مياه نهر العاصي إلى حلب، ولما لاحظ وفرة الأراضي الصالحة للزراعة وغير المستثمرة، أعفى من يستثمرها من الضرائب لتسع سنوات، فأخذت غوطة دمشق وريف حمص وحلب وأنطاكية من جديد تزخر بالأراضي الزراعية، وقد «دهش السكان» الذين لم يعتادوا من جند الولاية سوى العُسف عند جمع الضرائب وهم يرون أربع كتائب من جند الباشا تطارد أسراب الجراد الذي غزا حمص وحماة، ومن ثم عين مكافأة مالية للسكان عن كل كيلوغرام جراد مقتول. كذلك فقد اهتم إبراهيم بتربية الجياد، وقد أسس ما يشبه شركات المساهمة بين البدو والحكومة بحيث أنفق على تربيتها والعناية بها مبالغ كبيرة. من جهة أخرى، يعتبر تأسيس البريد والاتصالات بين المدن وتأمين القوافل بين القرى والشعاب الجبلية دون الحاجة إلى تسليح القوافل من أهم مستحداث الحكم المصري في سوريا.
رغم هذه الإصلاحات العديدة، فإن ما أثار تذمر الشعب كان سياسة التجنيد الإجباري، إذ كانت بلاد الشام قبلاً مرتعًا للفلاحين المصريين الهاربين من هذه السياسة والذين نقلوا بؤس حالة الجند في الجيش داخل مصر، وعندما أخذ إبراهيم باشا في تطبيقها على المدن السورية شاملاً جميع الرجال بين 16 و60 عامًا لفترة أقلها خمس سنوات قابلة للتمديد رفض الشعب، وثارت نابلس والخليل والقدس عام 1834، وثارت بعلبك واللاذقية وبشري عام 1834، ودرعا عام 1837 «بسبب إهانة كبير عشائر حوران من قبل مندوبي الباشا بعد أن طلب إعفاء أبناء حوران من الجندية نظرًا لأهمية سواعدهم في حصاد القمح»، ولم يتمكن جيش إبراهيم باشا من إخضاع درعا ولم يعد من كتيبة قوامها 4000 جندي سوى 40 جنديًا في حين قتل الحورانيون الباقي، ولم تقمع ثورة درعا إلا بعد تسميم المياه التي كانت تشرب منها. يقول قسطنطين بازيلي الذي عاصر تلك الفترة:
| سوريا العثمانية | بعث الحكم المصري بهذا (التجنيد الإجباري) أشد رعب في الشعب، وأعظم كراهية، إزاء كل الإصلاحات والتي كانت مؤاتية للمنطقة من نواح كثيرة، إلا أن ثمنها كان يدفع ضريبة دم مرهقة جدًا ومطلقة. | سوريا العثمانية |

بلغ عدد الفارين من هذه السياسة نحو مائة ألف سوري نحو العراق وشبه الجزيرة العربية وبادية الشام حيث مضارب البدو وقبرص والأناضول ولإيقاف هذا النزيف أصدر الباشا قرارًا بتحمل سكان الحي أو القرية ضرائب الفارين منهم، هذا ما أدى إلى ارتفاع الضرائب بمعدلات عالية للغاية، أدت إلى زيادة الحنق الشعبي على الحكم المصري.

#### إنهاء الحكم المصري وفترة الفوضى اللاحقة
لم تتوقف المفاوضات بين محمد علي باشا والسلطان محمود الثاني طوال فترة سيطرة المصريين على بلاد الشام، غير أنها بالمجمل فشلت، وفي اجتماع فوق العادة يوم 7 يونيو 1839 قرر السلطان شن الحرب على تابعه الذي اعتبر متمردًا، ولكن محمود توفي يوم 19 يونيو 1839 قبل أن يعلم أن الجيش الذي أرسله بقيادة حافظ باشا قد هُزم في معركة نزيب، واعتلى العرش ابنه عبد المجيد الأول وله من العمر سبعة عشر عامًا فقط.
كانت أوروبا منشغلة بخلافاتها حول بلجيكا، إلا أن أحداث الشرق المتسارعة جذبت انتباهها، ووقع خلاف في الرأي بين فرنسا المؤيدة منح والي مصر حكم الشام وسائر الدول المؤيدة لعودتها إلى السلطة المباشرة للسلطان، وفي مايو 1840 حصلت انتفاضة جديدة على الحكم المصري في جبل لبنان بسبب الضرائب المرهقة وفي أبريل ومايو تكررت ثورة الجبل.
أسفرت محادثات أوروبا عن ميلاد اتفاق لندن في 15 يوليو 1840 والذي نصّ على استعمال القوة العسكرية لإخراج إبراهيم باشا من سوريا في حال رفض حكم ولاية عكا مدى الحياة وعودة سائر المناطق للحكم العثماني، وعلى الرغم من أن فرنسا قد أبدت دعمها لمحمد علي إلا أنها لم تستطع أمام سائر الدول الأوروبية أن تمنع إقرار المعاهدة. في 28 أغسطس أعلنت الحرب وكان الجيش التابع لإبراهيم باشا قوامه 75 ألف مقاتل وذو مؤونة وتسليح جيد يكفي لسنة على الأقل، لكن تشتييت قوى الجيش في مناطق واسعة مقابلة للساحل الشامي لمنع الإنكليز والعثمانيين من التغلغل في البلاد والخوف من انتفاضة الشعب لتأييد العثمانيين والإنكليز أدى إلى تشرذم قوة الجيش، وشكل ذلك أحد أبرز عوامل الهزيمة. دخل الحلفاء عبر البحر من بيروت وعسكروا في جونيه ومنها نحو جبل لبنان وفلسطين وسوريا الداخلية، وأمام تراجع الجيش المصري صدرت له أوامر بالانسحاب من جميع المناطق نحو دمشق ومنها انسحب إلى مصر تائهًا في الصحراء ومعانيًا من ضربات البدو ونقص المياه ومشقة السير في بادية الشام وصحراء النقب، وكان تاريخ مغادرة إبراهيم باشا لدمشق في 17 ديسمبر 1840.
عين السلطان أسعد باشا الحلبي مبيد الانكشارية في أدرنة واليًا على حلب، وكان أسعد باشا حكيمًا وسياسيًا بارعًا بحيث جنب ولايته فوضى انتقال السلطة، أما في دمشق فعيّن علي باشا ثم نقل إلى جدة وعين نجيب باشا، وفي عهده هاجم الدروز المسيحيين فيما عُرف بفتنة 1841 «وكان للفتنة أن تكون أشد وطأة لولا تدخل أمير بعلبك وعمر باشا النمساوي وقمعهما للدروز»، وكان محمود الثاني قد أصدر عام 1836 «خط كلخانة» الذي منع به التعييرات بحق المسيحيين وبذلك لم تعد سارية المفعول الإجراءات اللاحقة، لكن الفئات الأكثر تعصبًا في المجتمع طالبت بإعادتها فاضطر السلطان في يناير 1841 إلى إصدار فرمان آخر مذكرًا بالمساواة بين جميع فئات المجتمع في سوريا واعتبار مخالفة ذلك «خروج عن الإسلام». وفي الجليل ونابلس اندلعت حروب أهلية بين آل عبد الهادي وآل الطوقانيين وكانت تكررت في جوار القدس الاقتتالات بين القيسيين واليمنيين ممثلة بعائلة الشيخ سمعان وعائلة الشيخ أبو غوش، وفي عام 1845 نهب البدو قافلة كبيرة من ثلاثة آلاف جمل كانت متجهة من دمشق نحو بغداد، وكانت قيمة المسروقات تقدر بالملايين فتعرض تجار دمشق للإفلاس وتوقفت طرق التجارة مع العراق إلا عن طريق الموصل - حلب، وكان ساحل بلاد الشام قد وحد في ولاية بيروت خلال الفترة ذتها وولد في جبل لبنان نظام «القائم مقاميتين»، الذي قسم الجبل إلى قسمين: شمالي مسيحي وجنوبي درزي، في محاولة للحد من الاقتتال الطائفي، غير أن ذاك النظام أثبت فشله عندما تكررت عام 1845 الاقتتالات الطائفية بين الدروز والموارنة، وفي عام 1851 طبق نظام التجنيد الإجباري في سوريا، بحيث تشكل كل ذكر لمدة خمس سنوات غير قابلة للتمديد، غير أن ذلك كان له كثير من الآثار الاجتماعية السلبية منها تشجيع الهجرة الداخلية، وقسمة البيوت بين الإخوة وتغيير أسماء العائلات للحصول على إعفاء الرجل الوحيد لأمه، وعمومًا فإن النصف الثاني من القرن التاسع عشر، كان عودة ازدهار سوريا ثقافيًا واقتصاديًا واجتماعيًا وغيرها من الأصعدة.

#### النهضة والإصلاح

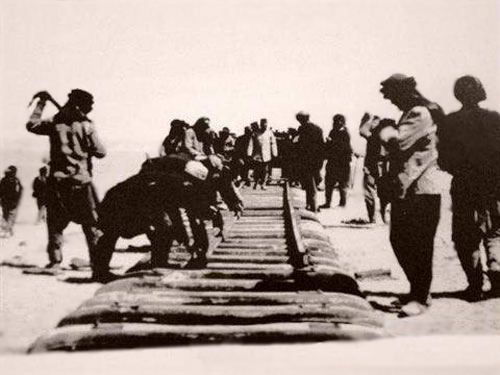
عمّال يكدّون في إنشاء خط سكة حديد الحجاز، قرابة عام 1905.

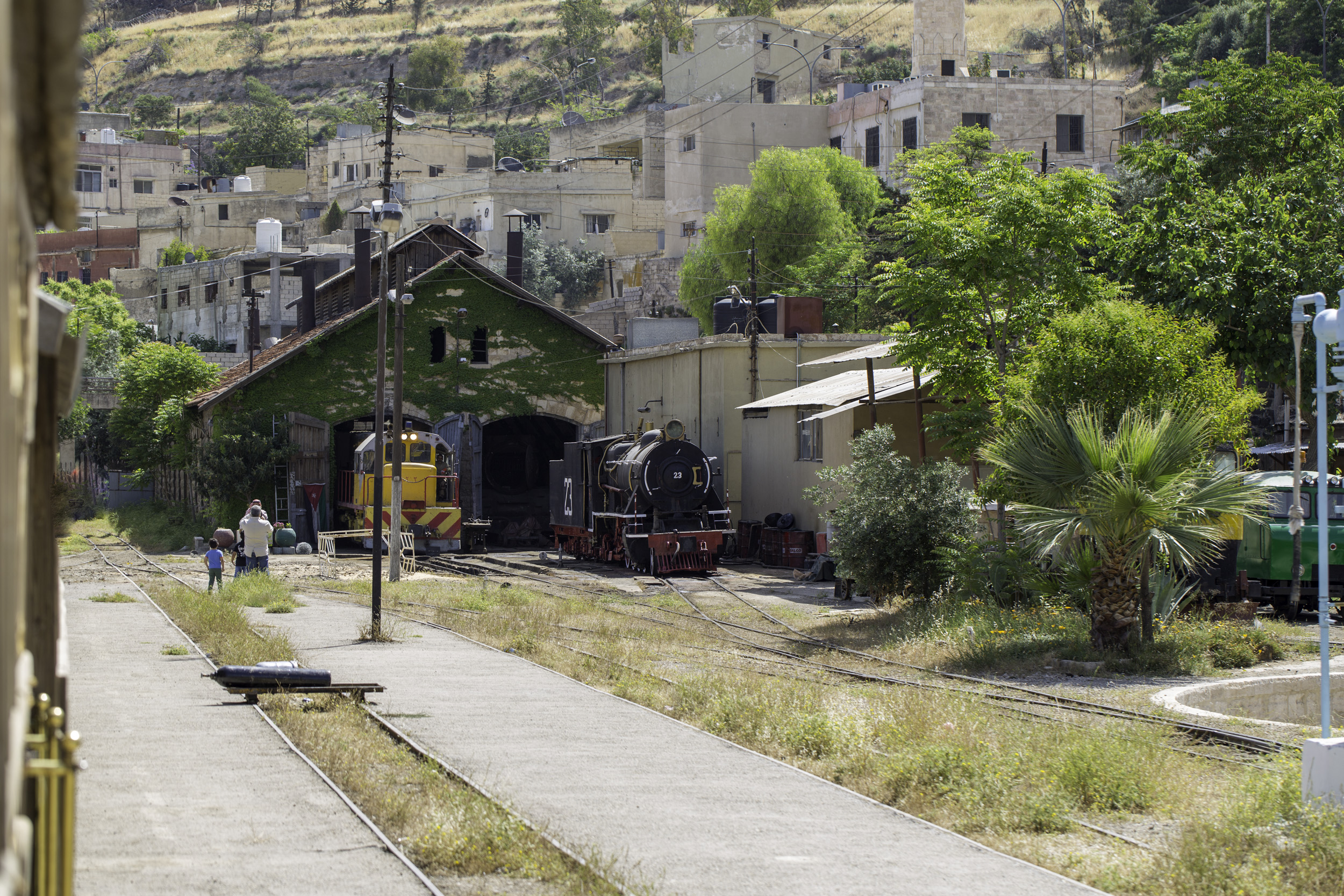
محطة الخط الحديدي الحجازي في عمان.

شهد النصف الثاني من القرن التاسع عشر نهوض وإصلاح في سوريا العثمانية، فضلاً عن تزايد أهمية البلاد ومكانتها واهتمام الدولة بها من نواح عدّة. فعلى الصعيد الإداري أعيد تنظيم الدولة، واكتسبت منذ 1880 شكلها الأخير والأكثر تعقيدًا ممثلاً بثلاثة ولايات مراكزها في دمشق وحلب وبيروت وثلاث متصرفيات ممتازة مربوطة مباشرة بالأ عظم مراكزها بعبدا والقدس ودير الزور. كما تعاقب عدة ولاة ومتصرفين مصلحين أصلحوا الطرق وعمموا الأمن، وتكاثرت في عهودهم الصروح العمرانية العثمانية يذكر منهم مدحت باشا وأسعد باشا في دمشق. وأما على الصعيد الاقتصادي، فقد انتعش اقتصاد البلاد بعد مشروعين كبيرين متعلقان بالسكك الحديدية الأول هو الخط الحديدي الحجازي الذي يتجمّع في دمشق وينطلق نحو المدينة المنورة فيما يخص إدخال وسائل النقل الحديثة تلك الأيام لخدمة جموع حجيج المسلمين، والثاني يتجه من إسطنبول نحو حلب ومنها نحو الموصل وبغداد فإيران والخليج العربي، ومع تزويد إسكندرونة بميناء تجاري أصبحت المنطقة طريقًا لقوافل تجاريّة عديدة أمنّت ازدهار البلاد، فضلاً عن اتفاقية التجارة الحرة الموافقة بين أوروبا والدولة العثمانية بخصوص سوريا عام 1839. وعلى الصعيد الثقافي، فإن البلاد كانت أحد مواقع النهضة العربية بميادينها المختلفة، شعرًا وأدبًا ومسرحًا وصحافة ووعيًا قوميًا بشقيه السوري والعربي، فضلاً عن انتشار الجمعيات السياسيّة. وحتى آثاريًا، إذ تزايدت الاكتشافات الأثرية وبعثات التنقيب العلمية الوافدة من الغرب خلال القرن التاسع عشر.

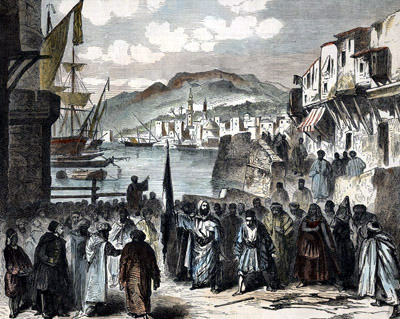
بيروت في سنة 1860، يبدو الأمير عبد القادر الجزائري في وسط الصورة، والذي كان قد قدم للمساعدة على إنهاء النزاع بين الدروز والمسيحيين.

غير أن الفترة لم تكن تخلو من الأحداث السلبيّة كمجازر 1860 في جبل لبنان والتي انتقلت نحو زحلة وطرابلس واللاذقية والجليل ودمشق نفسها، وبينما يرى الأب بولس صفير أن التعمق في الفتنة لا يفضي إلى إيجاد سبب مقنع لها، ولذلك ففي رأيه هذه «فتنة مدبرة»، يرى سمير العنجوري أن المساواة بين المسيحيين والمسلمين وانخراط المسيحيين في السلك الإداري والاقتصادي وبروز دورهم في مختلف نواحي المجتمع أحد أبرز عواملها في دمشق. أفضت المجزرة إلى 12,000 قتيل، وقد شارك الوالي العثماني وجنده في حاصبيا ودمشق بعمليات القتل والنهب والإحراق التي طالت مناطق المسيحيين ومصالحهم الاقتصاديّة فضلاً عن مقتل ثلاثة قناصل لدول أوروبيّة في دمشق، وقد أدت المجازر أيضًا إلى انهيار اقتصاد جبل لبنان وصناعة الحرير والمنسوجات في دمشق، وقدرت مجمل الخسائر بنحو أربعة ملايين ليرة ذهبية. عمومًا يتفق المؤرخون أن السلطان قد راعه ما حدث، وأن تواطئ الوالي العثماني لا يعني بالضرورة تورط الدولة، هذا ما يترجم فعليًا بالإجراءات التي اتخذتها الدولة فقد عيّن السلطان عبد المجيد الأول، فؤاد باشا حاكمًا على الشام مخولاً بصلاحيات استثنائية، لرأب الصدع الذي حصل في المجتمع ولتفادي أي تدخل أوروبي، وقد قاد فؤاد باشا حملة اعتقالات بحق المتورطين بالمذابح ضد المسيحيين، فأعدم رميًا بالرصاص 111 شخصًا، وشنق 57 آخرين، وحكم بالأشغال الشاقة على 325 شخصًا ونفى 145؛ وكان بعض المحكومون من كبار موظفي الدولة في الشام. كما يذكر دور مسلمي لبنان ودمشق برعاية المسيحيين الفارين من المذابح ومساعدتهم، كالأمير عبد القادر الجزائري الذي فتح قلعة دمشق لإيواء الناجين. أنشأت متصرفية جبل لبنان في عهد التنظيمات الإدارية التي بدأها السلطان عبد المجيد الأول في محاولة لانتشال الدولة العثمانية مما كانت تتخبط فيه من المشاكل الداخلية، وقد أٌقرّ بعد الفتنة الطائفية الكبرى لعام 1860 وما نجم عنها من مذابح في جبل لبنان ودمشق وسهل البقاع وجبل عامل بين المسلمين والمسيحيين عمومًا، والدروز والموارنة خصوصًا؛ وتشكل النظام الحاكم والاجتماعي في متصرفية جبل لبنان من الثنائية المارونية - الدرزية، وسمح الاستقرار الأمني والتعايش الدرزي-الماروني في المتصرفية بتطور الاقتصاد ونظام الحكم.
أما الحدث البارز في سلبيات تلك المرحلة، فتمثل بسياسة جمعية الاتحاد والترقي التي قبضت على زمام السلطة في الدولة وعُرفت بميلها المتطرف نحو القومية التركيّة وأخذت تحاول فرض الهويّة التركية على بلاد الشام لغة وثقافة وعُرفت هذه السياسيّة باسم «سياسة التتريك». كما ضيّق الاتحاديون على مثقفي العرب وأحرارهم فهاجر أغلبهم إلى خارج البلاد سيّما نحو مصر وفرنسا وتحوّل قمع الاتحاديين إلى نقمة شعبيّة توّجت بعدة انتفاضات وثورات، فشهدت حلب انتفاضة عام 1895 والسويداء عام 1896 و1906 وبيروت عام 1903 وفي عام 1909 انطلقت ثورة من بصرى الشام وعمّت حوران ووصلت إلى وادي البقاع وبيروت وحاصر الثوّار القطارات والقوافل والحاميات العسكرية العثمانية الصغيرة، ولم تقمعها السلطة إلا بالشدّة وبعد أن أزهقت أرواح ستة آلاف مواطن. كانت مطالب السوريين حينها، الاعتراف باللغة العربية ومنح اللامركزية الإدارية كالولايات المتحدة وسويسرا وخدمة الفرق العسكريّة داخل ولاياتها وبإشراف ضبّاط من أهالي الولاية غير أنّ جميع هذه المطالب قد رفضت أو قبلت صوريًا فقط.

### القرن العشرين

#### الوضع السياسي خلال الحرب العالمية الأولى

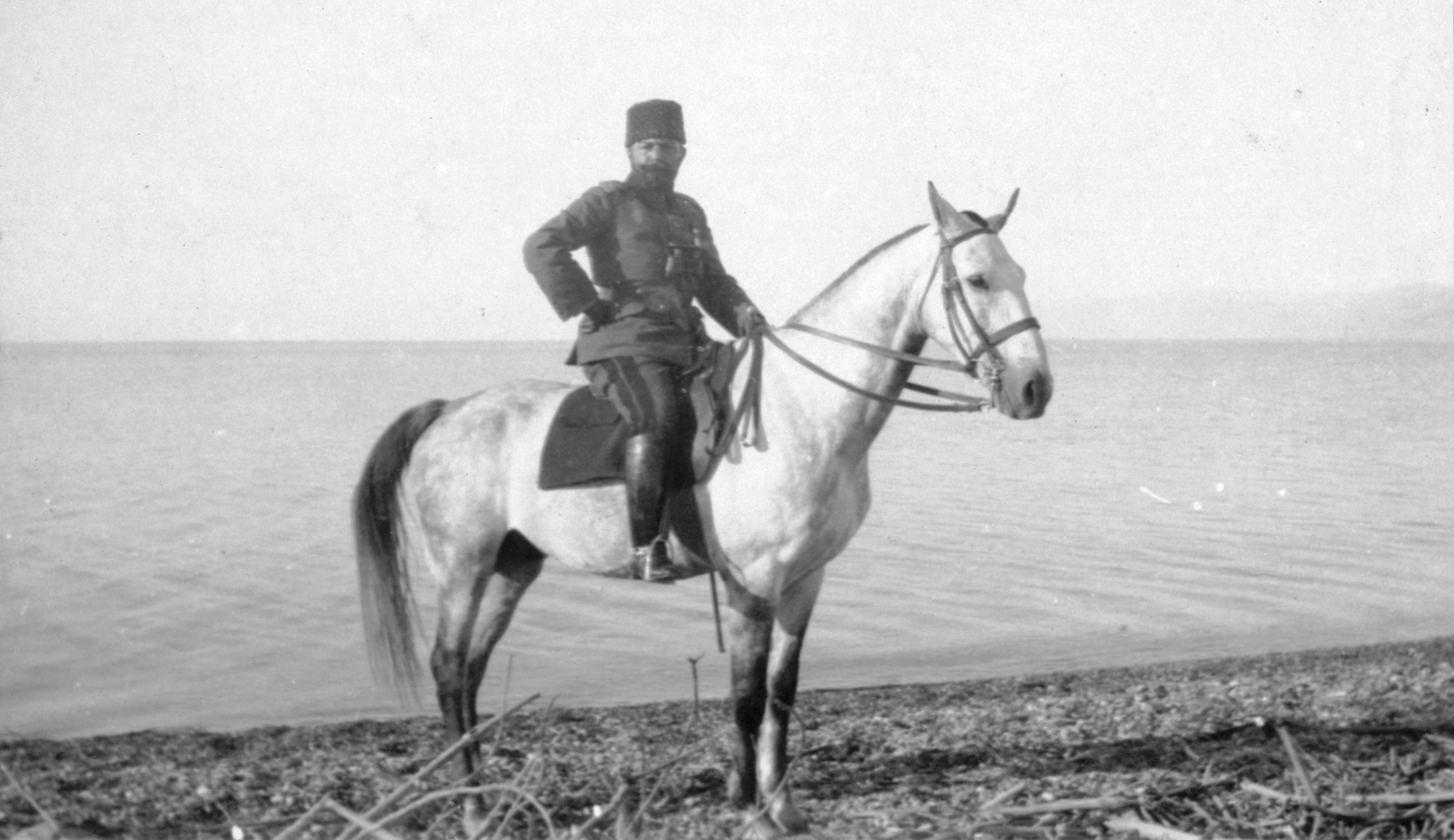
أحمد جمال باشا، والي سوريا المُلقب بالسفّاح، على شاطئ البحر الميت سنة 1915.

في 2 أغسطس 1914 أصدرت الحكومة العثمانية قرارًا بالتعبئة العامة، وفي 5 نوفمبر أعلنت الدولة رسميًا وقوفها إلى جانب ألمانيا في الحرب، ثم صدر في 7 نوفمبر فتوى شيخ الإسلام بوجوب الجهاد. كان ما يعرف باسم «الجيش الرابع» العثماني المكون من فيصلين رئيسيين، مرابضًا في دمشق تحت قيادة زكي باشا الحلبي، ولكونه عربيًا ومناهضًا للتحالف مع ألمانيا استدعي إلى الآستانة، وعيّن والي أضنة جمال باشا الملقب «بالسفّاح» حاكمًا عسكريًا ومدنيًا على عموم بلاد الشام وبصلاحيات واسعة، وهو أحد أعضاء حزب الاتحاد والترقي.
في دمشق كان أعضاء جمعية العربية الفتاة وجمعية العهد، يفكرون بالاستقلال التام للبلاد العربية ضمن إطار مملكة تضم بلاد الشام والعراق وشبه الجزيرة العربية، كان ذلك نتيجة التراكمات التاريخية للعلاقات المتوترة بين الجمعيات العربية والسلطات العثمانية عمومًا والاتحاد والترقي على وجه الخصوص، ويقول المؤرخ جوج أنطونيوس أن المجتمع الدمشقي بجميع أطيافه كان مؤيدًا للثورة، بما في ذلك العلماء من أمثال بدر الدين الحسني كبير علماء دمشق. غير أن الجمعيات السياسية رفضت أي تدخل من جانب بريطانيا أو مساعدة من الحلفاء، وبحثت عن نصير داخلي يتبنى قضيتها فاتصلت بوالي الحجاز الشريف حسين بن علي عن طريق أحد أعضائها المدعو نسيب البكري، حول دعم الشريف الحسين للثورة بما له من مكانة سياسية ودينية بارزة، مقابل توليه عرش المملكة العربية المزمع قيامها.

صورة قديمة ملونة لأسراب الجراد عند ظهورها في سماء جبل لبنان عام 1915.

تردد الحسين في قبول طلب الجمعيات، لكنه أرسل ابنه فيصل إلى دمشق فوصلها يوم 26 مارس 1915 ومكث بها أربع أسابيع قبل أن يغادرها إلى الآستانة وعلى طريق عودته إلى الحجاز استقرّ في دمشق فترة زمنية أخرى اتصل بها بقادة الجمعيات، وعندما عاد إلى مكة في 20 يونيو 1915 وقدّم لوالده تقريرًا حول وضع الدولة العثمانية وإعلان الحرب عليها؛ سيستغرق الشريف حسين حوالي عام في دراسة موقفه من الثورة، خلال هذا الوقت كان تسلّط جمال باشا قد بلغ شأنًا عاليًا، فقد شنّ الوالي منذ فبراير 1915 هجومًا هدفه احتلال مصر، ظانًا أن الشعب المصري سيثور ويقف إلى جانبه لكنه فشل في الهجوم ولم يتحرك الشعب المصري تعاطفًا معه؛ ثم أخذ يبعد الفرق العربية من الجيش إلى الأناضول ويحلّ فرقًا تركيّة بدلاً منها ضمانًا لولائها، كما أسس ديوانًا للأحكام العرفية في دمشق وآخر شبيهًا في عاليه وأخذ ينكّل بوجهاء المدن ومثقفيها من العرب عن طريق مجلسي الأحكام العرفيّة، وقد أصدر المجلسان المذكوران عدة أحكام بالنفي والإعدام والسجن مع الأشغال الشاقة على كثير من هؤلاء؛ وأخيرًا خرق جمال باشا النظام الأساسي لمتصرفية جبل لبنان بأن دخل بالجيش العثماني إلى أراضيه ناقضًا استقلاله الذاتي؛ ترافق ذلك مع انتشار المجاعة وغزو أسراب الجراد منذ ربيع 1915، فأتت على المحاصيل وارتفعت أسعار الطعام وفقد من بعض القرى والمدن، فأخذ الشعب يموت جوعًا، وشوهدت جثث الموتى على قوارع الطرق ومات في شمال سوريا وحدها من ستين إلى ثمانين ألفًا بالمجاعة، كذلك فقد انتشر خلال الحرب سياسة قطع الأشجار لتدفئة جنود الجيش العثماني وتسخير العمال في مشاريع عسكرية.
بطش جمال باشا لحق بجميع وجهاء وأعيان الجمعيات العربية في دمشق واعتقل أغلب رموزها من أمثال شكري القوتلي وفارس الخوري وغيرهما، وترافقت الاعتقالات مع التعذيب وقوافل الإعدام، وقد لقّب جمال باشا «بالسفّاح» من حينها. وعندما زار فيصل دمشق للمرة الثالثة في يناير 1916 كان المناخ مؤاتيًا جدًا للثورة ومن جميع الاتجاهات.

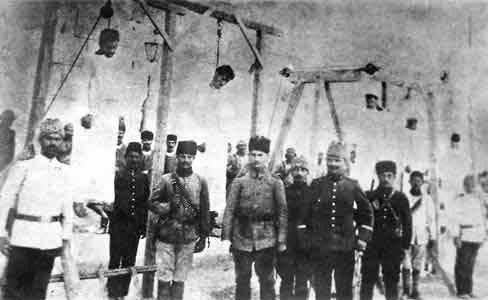
ساحة المرجة يوم 6 أيار/مايو 1916 الذي أصبح عيد الشهداء.
يقول أسعد مفلح داغر في كتابه «ثورة العرب»:

كانت بريطانيا عاجزة عن تحقيق نصر حاسم على العثمانيين طوال عام 1915 بل إنها تلقت هزيمة نكراء في معركة غاليبوي، وانسحبت من منطقة المضائق التركية، وكذلك تلقت هزيمة أخرى في الكوت التابعة للعراق في أبريل 1916. دفعت هذه الهزائم بريطانيا عن طريق مفوضها في مصر هنري مكماهون مراسلة الشريف حسين بهدف حضّه على إعلان الثورة على الدولة العثمانية؛ طالب الشريف حسين بدولة عربية برئاسته لكن أجوبة مكماهون كانت غامضة وغير حاسمة، سوى ذلك فإن الإنكليز لم يكونوا يعرفوا شيءًا عن الجمعيات السرية الناشطة في دمشق ما دفعهم لاعتبار الحسين يفاوض بمطامع شخصية، لإقامة دولة عربية يصبح خليفتها. انتهت مراسلات الحسين مكماهون في 30 يناير 1916 ولم يحرك ساكنًا لإطلاق الثورة، ثم أوفدت الحكومة الفرنسية إلى مصر وزير خارجيتها جورج بيكو فوصلها يوم 9 فبراير 1916 وبدأ مفاوضات مع المندوب الجديد في مصر مارك سايكس حول تنفيذ مقررات مؤتمر سان بطرسبرغ، الذي عقده الحلفاء، وقد ولد بنتيجة المفاوضات اتفاق سايكس بيكو يوم 16 مايو 1916، ونصّ على منح سوريا ولبنان وكيليكيا ولواء إسكندرون لفرنسا مقابل دعم الجيش الفرنسي لبريطانيا.

#### الثورة العربية الكبرى وانهيار الدولة العثمانية
في 6 أيار/مايو 1916 كان جمال باشا قد أقدم على إعدام أربعة عشر رجلاً من وجهاء سورية في بيروت ودمشق فكانت تلك أكبر قافلة للإعدام، وشكّلت محفزًا لفيصل لإعلان الثورة، فتوجّه إلى الحجاز ومن مكة أعلن ثورة العرب على الحكم العثماني يوم 10 حزيران/يونيو 1916 ومعه ألف وخمسمائة جندي وعدد من رجال القبائل المسلّحة، ولم يكن لجيش فيصل مدافع فقدّمت له بريطانيا مدفعين ساهما في تسريع سقوط جدة والطائف وتوجه منها إلى العقبة حيث بدأت المرحلة الثانية من مراحل الثورة رسميًا أواخر عام 1917، مدعومة من الجيش البريطاني الذي احتلّ القدس في 9 ديسمبر 1917 وقبل نهاية العام كانت جميع أراضي سنجق القدس تحت الحكم البريطاني. أما جيش فيصل فكان ينمو باطراد إذ انضم إليه ألفي جندي مع أسلحتهم بقيادة عبد القادر الحسيني قادمين من القدس كما انضم أغلب رجال قبائل تلك الأصقاع إلى الثورة.

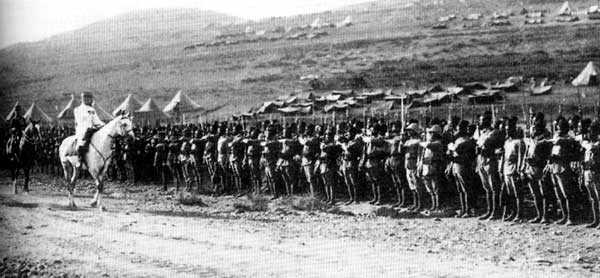
الفريق أول هنري غورو يتفقد جنوده في ميسلون، قبل وقوع المعركة الحاسمة مع الجيش الفيصلي، التي كان من نتائجها فصل لبنان عن سوريا وتوسيع حدود متصرفية جبل لبنان.

بعد الدخول ببلاد الشام بدءاً من قلعة المدورة، اشتبكت القوات العربية مع القوات العثمانية في معركة فاصلة قرب معان وأسفرت المعركة عن شبه إبادة للجيش السابع التركي وكذلك الجيش الثاني، وسقطت معان في 23 سبتمبر 1918 تلتها عمان يوم 25 أيلول/سبتمبر ثم درعا يوم 27 سبتمبر، وقبلها بيوم، أي في 26 سبتمبر كان الوالي العثماني وجنده قد غادروا دمشق إيذانًا بزوال حكم العثمانيين عنها، ودخلت قوات الثورة المدينة يوم 30 سبتمبر، وفي 8 أكتوبر دخل الجيش الإنكليزي إلى بيروت وفي 18 أكتوبر خرج العثمانيون من طرابلس وحمص وفي 26 أكتوبر 1918 دخلت قوات الثورة العربية والحلفاء إلى حلب، وأبرزت هدنة مودروس في 30 أكتوبر 1918، والتي نصت على استسلام جميع القوات العثمانية وقبول الدولة العثمانية تخليها عن بلاد الشام والعراق والحجاز وعسير واليمن نهائيًا.
بعد زوال الحكم العثماني، تشكلت حكومة مؤقتة برئاسة علي رضا الركابي، وفي يونيو 1919 أصبح المؤتمر السوري العام بمثابة برلمان بلاد الشام، وهو ما كرّسه في إعلان استقلال بلاد الشام باسم «المملكة السورية العربية» في 8 مارس 1920، غير أن الحلفاء رفضوا الاعتراف بالدولة التليدة، وفي أبريل 1920 خلال مؤتمر سان ريمو في إيطاليا قرر الحلفاء تقسيم البلاد إلى أربع مناطق تخضع بموجبها سوريا ولبنان للانتداب الفرنسي والأردن وفلسطين للانتداب البريطاني، وإن كان لبنان ومعه الساحل السوري وكذلك فلسطين لم تدخل عسكريًا تحت حكم المملكة نظرًا لكون جيوش الحلفاء فيها منذ نهاية الحرب العالمية، فإن الجيش الفرنسي توّجه نحو دمشق واحتلها في أعقاب معركة ميسلون يوم 24 يوليو 1920، وبذلك دخلت سوريا مرحلة الانتداب الفرنسي عليها.

## الإدارة

### التقسيم الإداري

الولايات السورية العثمانية عام 1918.

متصرفية جبل لبنان، أولى المتصرفيات العثمانية، استحدثت سنة 1861، عقب الفتنة بين الدروز والمسيحيين عام 1860.

بعد فتح السلطان سليم الأول لبلاد الشام عام 1516 أبقيت التقسيمات الإدارية كما كانت عليه أيام المماليك مع استبدال لفظ «نيابة» بلفظ «إيالة» ولفظ «نائب» بلفظ «والي» ويلحقه لقب التشريف باشا. اعتبرت بلاد الشام ولاية واحدة مركزها حلب ومقسمة إلى مجموعة من الوحدات الإدارية الأصغر هي السناجق. في عام 1549 تم التقسيم الأول:
- إيالة حلب، وتحوي عشر سناجق هي حلب وأضنة ومرعش وعنتاب والبيرة/أورفة وكلس ومعرة النعمان وسلمية وحماة وحمص.
- إيالة دمشق، وتحوي ثمانية سناجق هي دمشق وطرابلس الشام وصفد ونابلس والقدس واللجون والسلط وغزة.

في عام 1579 تم تعقيد التقسيم الإداري مع استحداث إيالة جديدة على أراضي كلا الولايتين السابقتين واستحداث سناجق جديدة، فأصبح التقسيم الإداري وفق الشكل التالي:
- إيالة حلب، وتحوي خمسة سناجق هي حلب وأضنة ومرعش وعنتاب والبيرة/أورفة.
- إيالة طرابلس الشام، تحوي أربعة سناجق هي طرابلس الشام واللاذقية وحماة وحمص.
- إيالة دمشق، وتحوي عشرة سناجق هي دمشق وبيروت وعكار وصيدا وصفد ونابلس والقدس وغزة وحوران ومعان.

وفي عام 1568 أنشئت رابعة الإيالات السوريّة وهي إيالة الرقة التي تشمل مناطق الجزيرة الفراتية وبادية الشام بهدف تأمين سيطرة أوسع على البدو، وفي عام 1660 استحدثت خامسة الإيالات وهي إيالة صفد التي سميت فيما بعد إيالة صيدا التي كانت تشمل عكا والجليل وصفد وجبل عامل وجبل لبنان، وقد استحدثت للرقابة على جبل لبنان.
مكث التقسيم إلى خمس ولايات معتمدًا حتى القرن التاسع عشر ففي عام 1861 أنشئ نوع جديد من الإدارة هو المتصرفية. كانت أولى المتصرفيات «متصرفية جبل لبنان»، وفي العام 1874 أصبحت القدس «متصرفية القدس الشريف». في عام 1877 وخلال فترة «التنظيمات» أعيد تقسيم البلاد إداريًا من جديد، واستبدل لفظ «إيالة» بلفظ «ولاية»، علمًا أن المتصرفيات لا تتبع للوالي بل ترتبط مباشرة بالصدر الأعظم. خلال فترة التنظيمات استبدل لفظ «إيالة» بلفظ «ولاية»، واستمرّ التقسيم منذ 1877 وحتى زوال الدولة عام 1918 وفق الشكل التالي:
- ولاية حلب، وقد فصلت عنها ولاية أضنة.
- ولاية سوريا، وعاصمتها دمشق وتشمل أيضًا الأردن وفلسطين.
- ولاية بيروت، التي شملت مناطق كانت تتبع إيالة صيدا، وامتدت من اللاذقية شمالاً حتى نابلس جنوبًا، دون بعلبك والبقاع التي مكثت خاضعة لولاية دمشق.
- متصرفية جبل لبنان، التي استحدثت في أعقاب مجازر 1860.
- متصرفية القدس الشريف.
- متصرفية الزور، التي ورثت إيالة الرقة، وشملت مناطق واسعة من الجزيرة الفراتية وبادية الشام.[96]

وإلى جانب الولايات والسناجق هناك الدرجة الثالثة من التقسيمات وهي الأقضية على سبيل المثال فإن سنجق اللاذقية كان مقسمًا إلى أربعة أقضية هي اللاذقية وجبلة والحفة وبانياس. هذه التقسميات في المدن كان يقابلها أيضًا تقسيمات إقطاعية وراثية أصغر حجمًا وتديرها في الغالب إما عائلات بعينها أو أوقاف أو فرسان من الانكشارية أو كبار ضباط الجيش.

### الولاة

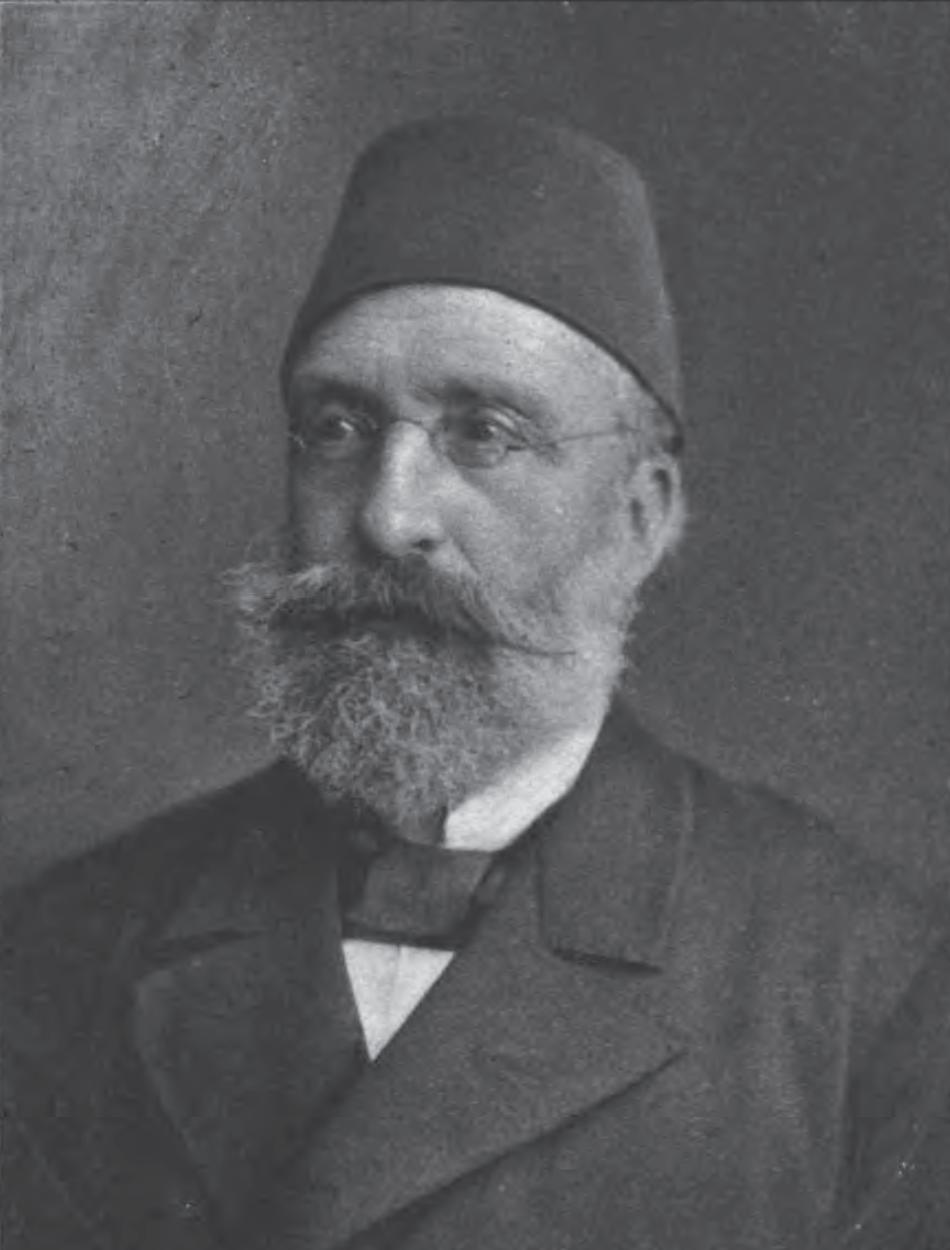
مدحت باشا، والي دمشق الإصلاحي في القرن التاسع عشر.

حسب شهادة المؤرخ فيليب حتي فإن اختيار الباب العالي للولاة لم يكن موفقًا في أغلب الأحيان، وكان الخوف من تمرد الولاة ماثلاً بشكل دائم ما ولّد حالة من عدم الاستقرار، على سبيل المقال تعاقب خلال السنوات السبعة الأولى بعد خروج محمد علي باشا من بلاد الشام ثمانية ولاة على كل من طرابلس وصيدا، وتوالى على دمشق بين عامي 1516 و1700 أي خلال 184 عامًا 133 واليًا، 33 منهم فقط مكثوا في منصبهم ما يفوق السنتين. وبين عامي 1815 و1895 وهو تاريخ صدور آخر قانون ولايات عثماني توالى على دمشق 61 واليًا بمعدل والي كل عام. ولم تكن حلب أحسن حالاً إذ تتالى تسعة ولاة خلال ثلاث سنوات في الفترة ذاتها.
وكان أغلب الولاة من غير السوريين ومن غير العرب، ولذلك فهم لم يملكوا المعلومات ولا الخبرة ولا القدرة الكافية لفهم واقع بلاد الشام المقسمة إثنيًا وطائفيًا وعشائريًا ومناطقيًا، وكذلك فشلوا في إقامة نظام إدارة مركزية قويًا، وكان لصغار الإقطاع على الداوم سيّما في الريف والمدن المتوسطة والصغيرة الكلمة الفصل، وكان في وسع الولاة استخلاص الكثير من إصلاحات إبراهيم باشا في البلاد لكن أيًا من ذلك لم يتحقق.
يضاف إلى ذلك كون ولايات الشام بعيدة نسبيًا عن العاصمة لذلك فإن أراد السلطان التخلّص من أحد سياسييه وإبعاده عن حاضرة الدولة عيّنه واليًا على هذه المناطق كما حصل مع مدحت باشا على سبيل المثال، إلى جانب الرشوة التي كان يدفعها البعض لحاشية السلطان لضمان تزكية اسمهم أمامه، وكانت ولايات الشام بغناها الاقتصادي والبشري فضلاً عن وقوعها على طرق الحج تشكل فرصة سانحة لأمثال هؤلاء. ولا يمكن أن يغفل من فشل الولاة قضية صراع حكام الولايات المتجاورة مع بعضهم البعض والمعارك المسلحة التي كانت تنشأ بين ولاة دمشق وطرابلس وعكا بشكل شبه دائم، وكان من آثار هذه المعارك الداخلية إلى جانب انعدام الأمن زيادة الضرائب الداخلية في الولاية لتمويل جيشها. بكل الأحوال، لا يمكن في الوقت ذاته إغفال تعاقب ولاة مصلحين وذوي آثر سياسية واقتصادية وعمرانية هامة على البلاد، كولاة آل العظم في دمشق وكذلك مدحت باشا وناظم باشا، كما أن الباب العالي حاول حل مشكلة الولاة غير المستقرين، في التنظيمات والأشكال الإدارية اللاحقة، كالمتصرفية والقائم مقامية إذ حددت ولاية المتصرف أو القائم مقام سلفًا بعشر سنوات.

## الأمن والقوى العسكرية

### المرتزقة
حتى إلغاء السلطان محمود الثاني للإنكشارية واستحداثه جيشًا حديث الطراز، كان الجند العثماني في سوريا مؤلف من 3 أقسام: الانكشارية السلطانية الذين يرسلهم السلطان من الأستانة ويسمون القبوقول وولائهم للسلطان في الأستانة ويستطيع الوالي استخدامهم وفق صلاحيات معينة؛ طوائف من المرتزقة الذين استوردهم الولاة من الجزائر والمغرب والموصل، أو من الأرناؤوط والبوشناق والأكراد والتركمان وبرز من فرقهم الدلاتية واللاوند والسكمان وولائهم للولاة الذين ينفقون عليهم؛ عناصر محلية تحت زعامات الأعيان المحليين ويسمون اليرلية وولائهم للأعيان المحليين. وقد عانت الشام كثيرا من الصراعات المتكررة فيما بين فرق الجنود. إلى جانب جند الولاة، فإن الإقطاع المحلي في الريف، غالبًا ما عمد إلى تأسيس جماعات مسلحة تسليحًا خفيفًا، لصدّ قطاع الطرق أو هجمات البدو، وكذلك لفرض رغبته على فلاحي الإقطاعية، خصوصًا فيما يتعلق بجباية الضرائب.

### الجيش العثماني الخامس

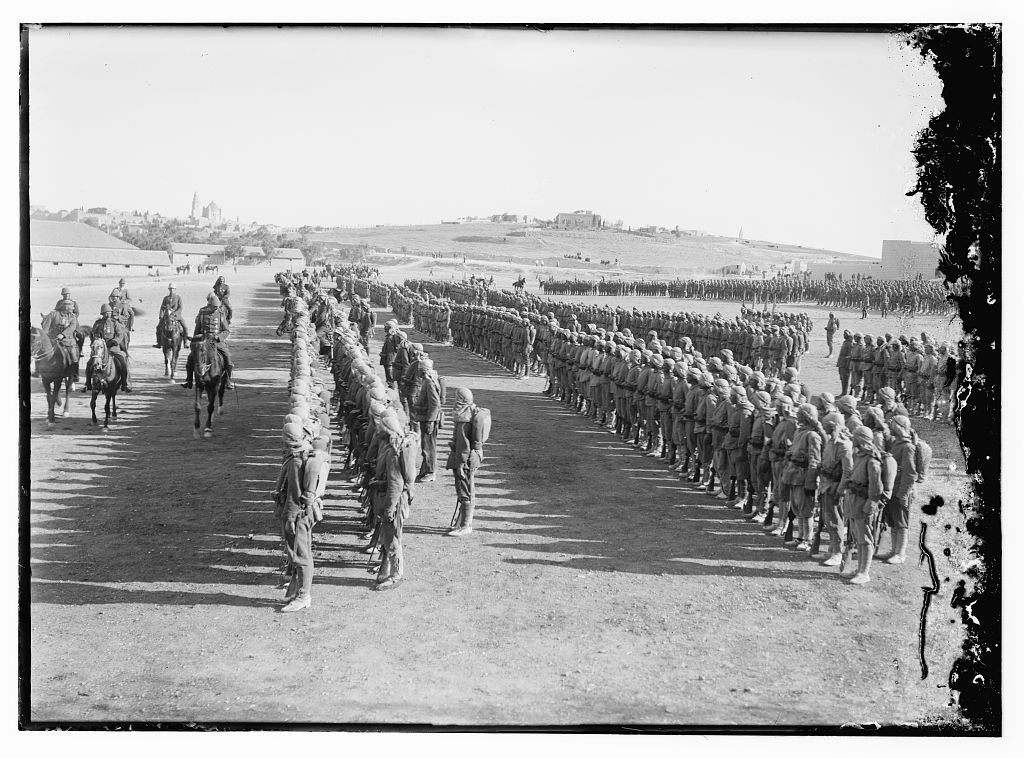
حشد للجيش العثماني بالقرب من القدس خلال الحرب العالمية الأولى.

حين أسس السلطان محمود الثاني الجيش العثماني عام 1826، قسّمه إلى سبعة أقسام موزعة في جميع أنحاء الدولة وترتبط مباشرة بوزارة الحربية في إسطنبول؛ وكان «الجيش العثماني الخامس» ومقرّه دمشق، الجيش المستقر في الولايات السورية الثلاث، والمتصرفتين، وكذلك ولاية أضنة؛ وقد عرف هذا الجيش أيضًا باسم جيش عربستان، وعدّل اسمه لاحقًا إلى الجيش الرابع. اعتبر الجيش العثماني الخامس من الجيوش الهامة في الدولة، وترأسه مشير يتقاضى 125 ليرة ذهبية شهريًا، وتتالى على رئاسته بوشناق، وتتار، وتركمان، وأرناؤوط، ولم يحدث أنّ عيّن مشير من أبناء الولاية سوريًا أو عربيًا باستثناء المشير زكي باشا الحلبي الذي تم استبداله بجمال باشا في بداية الحرب العالمية الأولى؛ واستجلب لتدريب أفراده ضباط ألمان، وهو ما جعله قوي التنظيم والانضباط؛ في حين تشكل من أربعة فرق مشاة موزعة على ثمانية ألوية، اثنان منها مقرها دمشق والباقي في بيروت ومراكز الألوية الأخرى. وقد أبرق السلطان عبد الحميد الثاني إلى علي باشا والي دمشق مشيدًا «بقتال السوريين وتضحياتهم للدفاع عن الدولة» ويدعوهم لفتح باب التبرع في سبيل الجيش عام 1877، كما أشار السلطان في برقية أخرى أرسلها إلى الوسيط بينه وبين ثيودور هرتزل أن اثنتين من كتائب جيشه اللتين قدمتا من سوريا وفلسطين قد «أبيدتا عن آخر رجل» في معركة بلافنا خلال الحرب ذاتها مع الإمبراطورية الروسية. واعتبر المشير نائبًا للوالي في حال غيابه، إلا أن التنافس بين شاغلي المنصبين لم يهدأ، وغالبًا ما كانت العلاقات سيئة بين المشير ووالي دمشق،

### الأمن الداخلي
قبل استحداث «الدرك» عام 1864 لم تكن تحوي سوريا قوات شرطة أو أمن داخلي؛ بعد صدور قانون الولايات الإصلاحي في عهد السلطان عبد العزيز استحدثت قوات شرطة، غير أنها مكثت في دمشق والمدن الكبرى، واختفت عن الريف والطرقات بين المدن؛ واستحدث عام 1867 مفشتون عامّون، لهم صلاحيات رؤساء المخافر - أو الكراكونات - لمراقبة الجمارك، والأجانب، وتذاكر السفر، والأسعار، والأوزان، ونظافة المدن، غير أن عدد الشرطة لم يتجاوز في جميع ولاية سوريا 1363 فارس، و1012 من المشاة، وهو ما يفسّر ضعف فعاليتها.

### أخد عسكر
إنّ الجندية الإجبارية في الدولة العثمانية والتي عرفت بقانون «أخد عسكر» الصادر عام 1886 كان لها وقع الكوليرا في نفوس السكان، كما كتب الوالي مدحت باشا. يترتب على التجنيد الإجباري التزام المجنّد لعشرين عامًا، أربعة أعوام فعليّة والباقي في الاحتياط في عهد عبد المجيد الأول، وخمسًا وعشرين عامًا خمسة فعلية والباقي في الاحتياط في عهد عبد الحميد الثاني؛ وتتم القرعة سنويًا على الشباب، في مراكز الولايات كما في مراكز الألوية والأقضية، بأمر من السلطان؛ ورغم فتح باب التطوع فإن التطوع لم يتجاوز 20-80 سنويًا غالبًا بدافع الفقر. وقد عفا القانون العثماني، عن وحيد أمّه، والمتزوج بقاصرة، من أداء الخدمة الإجبارية؛ وسمح للغني بتخفيض مدة خدمته إلى خمسة أشهر داخل الولاية في حال دفع بدل نقدي هو خمسين ليرة ذهبية، وفي بعض المناسبات وصلت قيمة البدل إلى مائتي ليرة ذهبية؛ وبشكل عام كان الشبان يلجؤون لإحداث عيوب دائمة في أجسادهم، أو الزواج بقاصرات، أو الهرب من المدن في موعد القرعة إلى الغوطة أو إلى أقضية ومناطق أخرى هربًا من التجنيد؛ وغالبًا ما كان الولاة يرفعون عدد الشبّان المطلوب تجنيده، طمعًا بالضغط على السكان لتحصيل البدل النقدي؛ ومما زاد في تذمّر السكان إرسال المجندين إلى مناطق بعيدة كاليمن أو البلقان، وكانت المطالبة الدائمة أن يقضي الشبّان فترة التجنيد ضمن نطاق الولاية ما لم تكن هناك حالة حرب.
وجنّد من ولايات سوريا الثلاث 250,000 رجل خلال الحرب العالمية الأولى.

## الاقتصاد

### الزراعة والصناعة

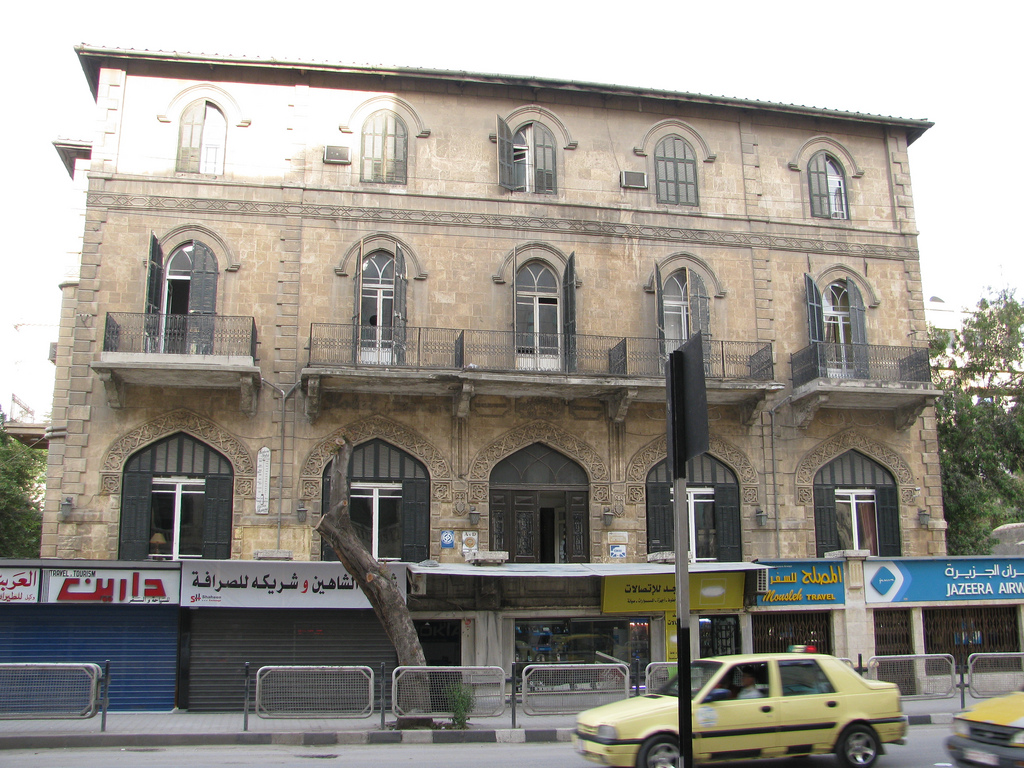
واجهة فندق بارون في حلب، وهو مستمر في تقديم خدماته منذ 1909.

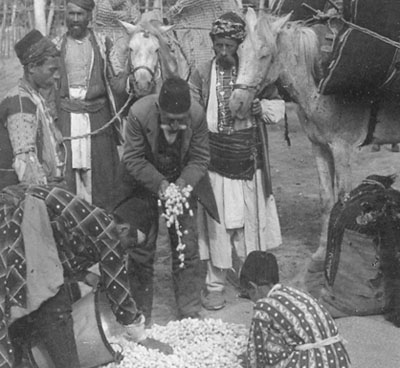
تاجر حرير يبتاع شرانق ديدان قز في أنطاكية قرابة سنة 1895.

كانت معظم الأراضي الزراعية في عهد الدولة العثمانية يعتبر إما ملكًا للإقطاع وإما ملكًا للسلطان وبشكل أقل أهمية ملكًا للأوقاف؛ وقد أهملت مساحات واسعة من الإراضي الصالحة للزراعة بسبب عدم اهتمام الجهات المالكة لها باستثمارها، فتحولت لأراض بور، وخلال القرن الثامن عشر ضعف الاهتمام بالريف فانخفض عدد القرى المأهولة من 3200 قرية إلى 400 عام 1785 ولا شكّ أن انعدام الأمن وهجمات قطاع الطرق لعبت دورًا في ذلك. وحتى ختام العهد العثماني كان نظام الري بدائيًا يعتمد على مياه المطر، ورغم ذلك مكثت الزراعة المورد الرئيسي لثلاثة أرباع السكان؛ ولم تنشط محاولات إصلاحها إلا في عهد إبراهيم باشا إبّان الحكم المصري، والذي وطّد الأمن، ووطّن البدو، وألغى التمايز الطبقي في الحقوق والواجبات بين الإقطاع والفلاحين. وباستثناء بعض السلع الكمالية كالدخّان، والحرير، والقطن، فإن الولايات السورية غالبًا ما كانت تستهلك إنتاجها محليًا ولم تصدر منه شيئًا؛ بل دخلها خلال النصف الثاني من القرن التاسع عشر، محصولات ما كانت بها قبلاً، كزراعة الموز، وقصب السكر، والقنب؛ كما افتتح مصرف زراعي عثماني عام 1887، رغم محدودية منافعه.
أما الصناعة، فاقتصرت على الصناعات الحرفية اليدوية كالحلويات الشرقية والتطريز وصناعة السلال وأعمال الحياكة من الصوف والحرير؛ ومع بداية القرن العشرين كان في حمص 5,000 عامل في قطاع المنسوجات وحده، واشتهرت المدينة بالمصانع حتى أسماها القنصل البريطاني «مانشستر السورية»، وكانت عشرين باخرة سنويًا تأتي من فرنسا لنقل تبغ جبال اللاذقية إلى أوروبا والذي اشتهر بجودته، وفتحت فروع لبنوك فرنسية وإنكليزية في سوريا، وكانت البلاد تصدر مختلف أنواع المزروعات والصناعات إلى أوروبا والولايات المتحدة وكانت فرنسا على رأس المستهلكين بنحو ثلث الصادرات؛ وباستثناء هذين المجالين فلا صناعة تذكر حتى القرن العشرين، حين افتتحت الدولة أواخر عهدها ثلاث مصانع للإسمنت في حلب ودمشق، ومصنعًا للأثاث الحديث في بيروت، ومصنعان آخران في المدينة نفسها لإنتاج الزيت آليًا، وكذلك الورق.

### التجارة
ومنذ 1581 أخذ التجار الإنكليز والفرنسيين يتسابقون على الاستثمار في المدن الكبرى مثل دمشق وحلب على وجه الخصوص، وبحسب تقرير القنصلية البريطانية فإن حلب وحدها اشتملت على ستين تاجرًا إنكليزيًا عام 1622. وبحسب ما ذكر فيليب حتي فإن شهرة حلب التجارية قد بلغت شأنًا مرتفعًا في الغرب وذكرت في أدبيات تلك المرحلة بما فيها شكسبير؛ وقد ذكر أحد مؤرخي الدولة عام 1770 كما نقل حتى أيضًا أن مصلحة الجباية في ولاية حلب لديها من المال ما يكفي لشراء الصدارة العظمى نفسها في العاصمة. وكانت المدينة تعتبر ثالث مدن الدولة أهميةً بعد كل من الآستانة والقاهرة، وقد ساعد نشاط حلب في الاستيراد والتصدير نمو صناعات عديدة على رأسها الحرير في لبنان والقطن في الجزيرة الفراتية والصوف والزيت في فلسطين والتبغ في اللاذقية والذي اعتبر من «أجود دخان عصره»، وما ساهم في انتعاش السوق السورية أيضًا كون أسعارها أقل مقارنة بأسعار التجار البرتغاليين الذين كانوا يديرون شؤون التجارة عبر المحيطات الجنوبية حينها، وهو ما ساهم في عودة موقع سوريا التجاري بين الشرق والغرب. ويلاحظ خصوصًا في سوريا العثمانية ازدهار «الخانات»، وهي بناء مربع من طابقين في وسطة ساحة مكشوفة يستخدم في الدور الأسفل مستودعات للبضائع وفي الدور الأعلى كفندق للتجار.
عاد الازدهار مجددًا في النصف الثاني من القرن التاسع عشر، سيّما مع مشروع سكة الجديد الذي يربط الآستانة بحلب ومنها نحو بغداد والذي اعتبر «قناة السويس السورية» لنقل البضائع وتيسير مرورها على طريق حلب التي منها انطلق أيضًا الخط الحديدي الحجازي نحو دمشق والحجاز وبالتالي جلبت «قناة السويس السورية» هذه ازدهارًا لموانئ البلاد في طرابلس وإسكندرون وبيروت، وتحولت سوريا وحلب على وجه التحديد إلى «السوق الرئيسية للشرق الأدنى كافة» وأنشأت نقابات للتجار والعمال بعضها أجنبي كنقابة تجار البندقية؛

### الضرائب
بلغ عدد الضرائب التي يدفعها الفرد في الدولة العثمانية قبل عهد التنظيمات وبعده سبعًا وتسعين ضريبة؛ ومن المعلوم أنه خلال قرن واحد بين 1582 و1681 كانت الضرائب قد ارتفعت على الأفراد مقدار ثلاثة عشر ضعفًا؛ وبحسب النظام المعمول به يعود لكل والي في مركز ولايته فرض وجمع الضرائب بحيث ترسل سنويًا مبالغ منها إلى السلطان في إسطنبول، والقسم الثاني ينفق على الجيش العثماني المرابط في حدود الولاية، والقسم الثالث على نفقات الولاية، وغالبًا ما احتملت ولاية دمشق قسمًا رابعًا هو نفقات تجهيز موكب الحج. الضريبة السنوية المرسلة إلى إسطنبول بلغت قيمتها في بداية العهد العثماني مليون إقجة، وانخفضت عبر القرون، مع تدهور الاقتصاد السوري وعدم تمكنه من تحصيل مثل هذه المبالغ. منح الوالي صلاحية فرض الضرائب دفع إلى «تفنن الولاة» في فرض الضرائب لتغطية نفقات الولاية المختلفة: ضريبة العيد، ضريبة قدوم الوالي الجديد، ضريبة العزوبة، ضريبة الزواج، ضريبة الولادات، الضريبة على شجرة الزيتون، الضريبة على ثمرة الزيتون، الضريبة على الأرض، الضريبة على العقار، الضريبة على سقف العقار، الضريبة على أبواب العقار، وهكذا دواليك. إلى جانب ذلك، كانت تفرض الرسوم الجمركية بين الولايات، أي أن نقل المنتجات من حلب إلى دمشق، كان يستلزم دفع 20% من القيمة كرسوم جمركية؛ بينما كانت الوارادت من أوروبا ذات رسم جمركي بنسبة 4% فقط.
جمع الضرائب كان يتم عبر مفارز عسكرية؛ ولفترة طويلة بطريقة التلزيم، التي تنصّ على أن يتولى الأثرياء دفع مجموع الضريبة على مدينة أو منطقة معينة سلفًا، ثم يقوم بإستيفائها من عموم الأفراد المكلفين بالضريبة، مع هامش من الربح يقرره هو بذاته، وبذلك تحولت الضرائب العثمانية إلى سلعة مع ربح فاحش؛ أما سبب استعمال طريقة التلزيم فيعود لحاجة الدولة للنقود في مواعيدها أو سلفًا عن ميعادها، بينما عملية التحصيل تستغرق زمنًا طويلاً. حتى 1871 لم يكن هناك من نظام محدد لنفقات الولاية أو طريقة صرف أموالها.

### موكب الحج
منح السلطان والي دمشق منصب «أمير الحج»، وهو ما لم يكن يعني فقط قيادة الوالي لقافلة الحجيج المتجمعة في دمشق، بل أيضًا إشراف الولاية على تجهيز القافلة بما يلزمها؛ وهو ما كان يكلّف ثلث واردات ولايتي دمشق وصيدا، إذ لضخامة المبلغ كلّفت ولاية صيدا بأداء جزء من التكاليف. معظم التكاليف، كانت تتعلق بأمن القافلة، لاسيّما دفع الأموال للقبائل التي تصادفها في طريقها؛ وغالبًا ما كانت بعض كبريات القبائل التي اعتبرت «دون دين» تنهب القافلة ما لم يتم دفع أتاوة عليها. في أواخر القرن التاسع عشر، فصلت الدولة بين واجبات والي دمشق بتجهيز قوافل الحج، وبين منصب أمير الحج، نظرًا لانفلات الوضع في قرى دمشق مع غياب الوالي السنوي؛ بموجب النظام الجديد بات السلطان يعيّن سنويًا أحد أفراد أسرته بوصفه أميرًا للحج، وهو ما زاد من نفقات الحج 4300 كيس إضافي، تدفعها ولاية دمشق راتبًا للباشا أمير الحج.

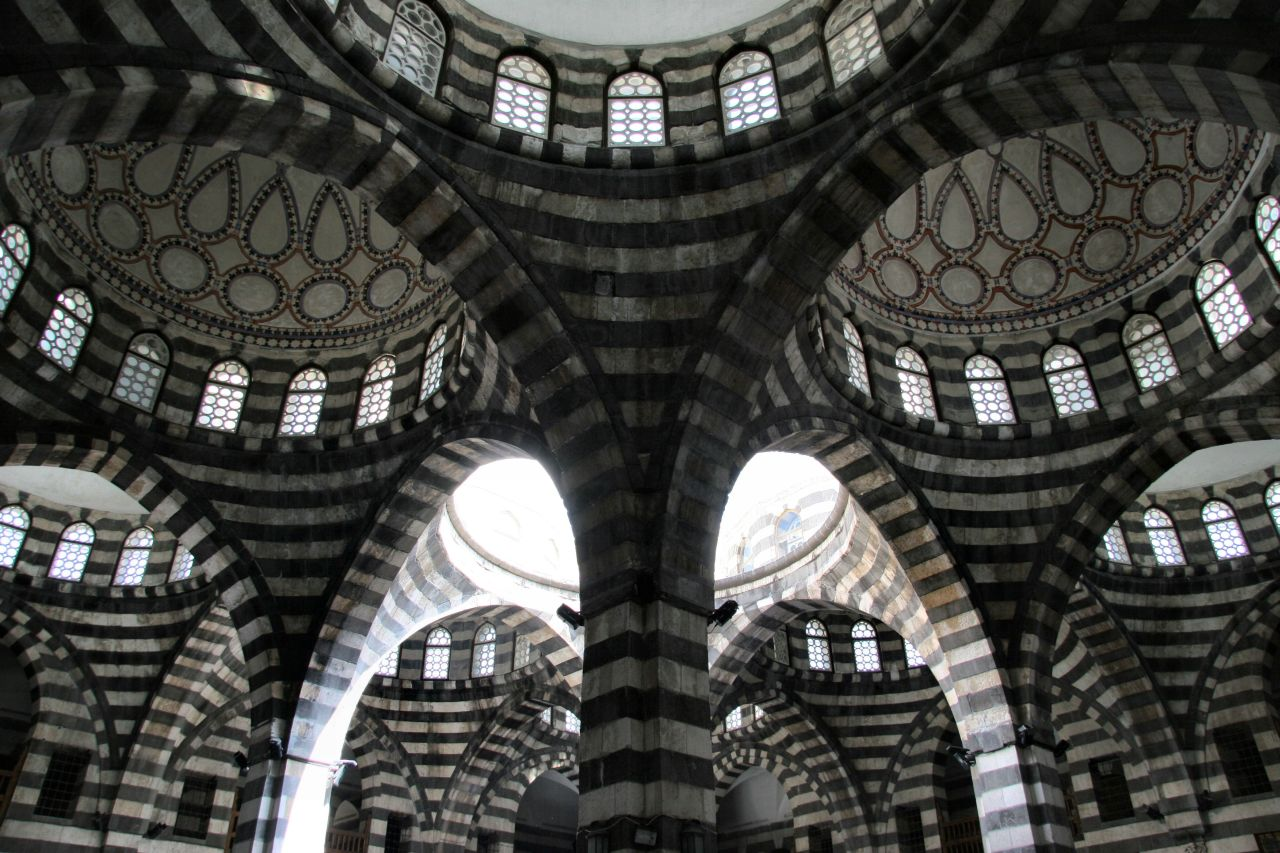
خان أسعد باشا
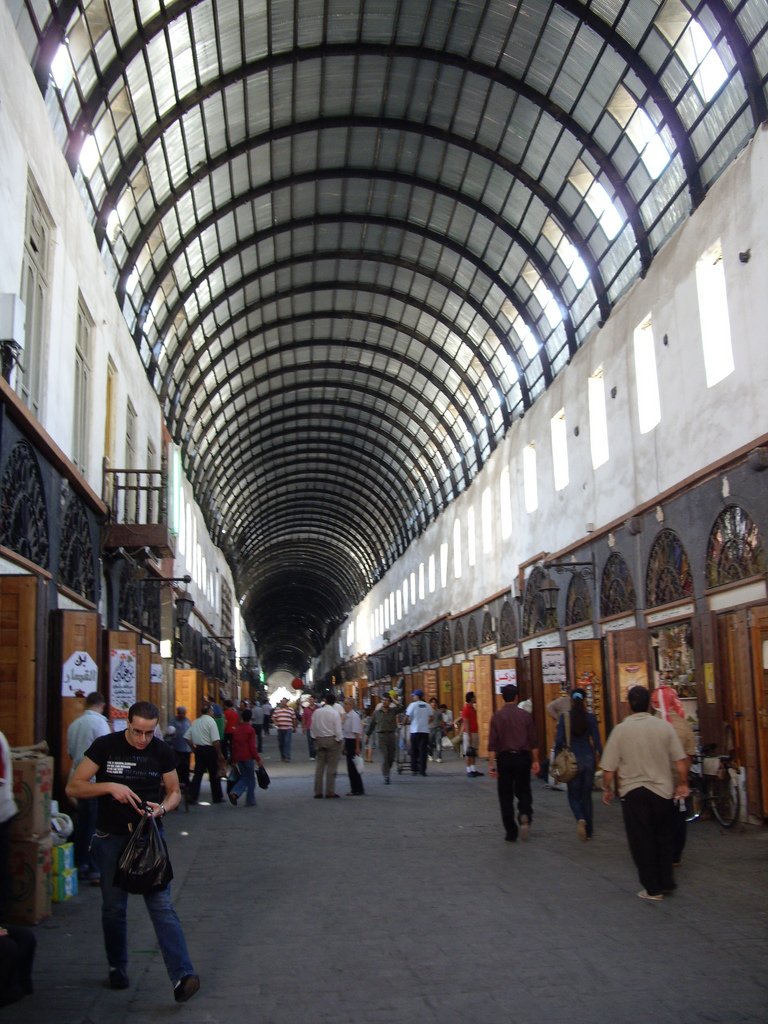
سوق مدحت باشا
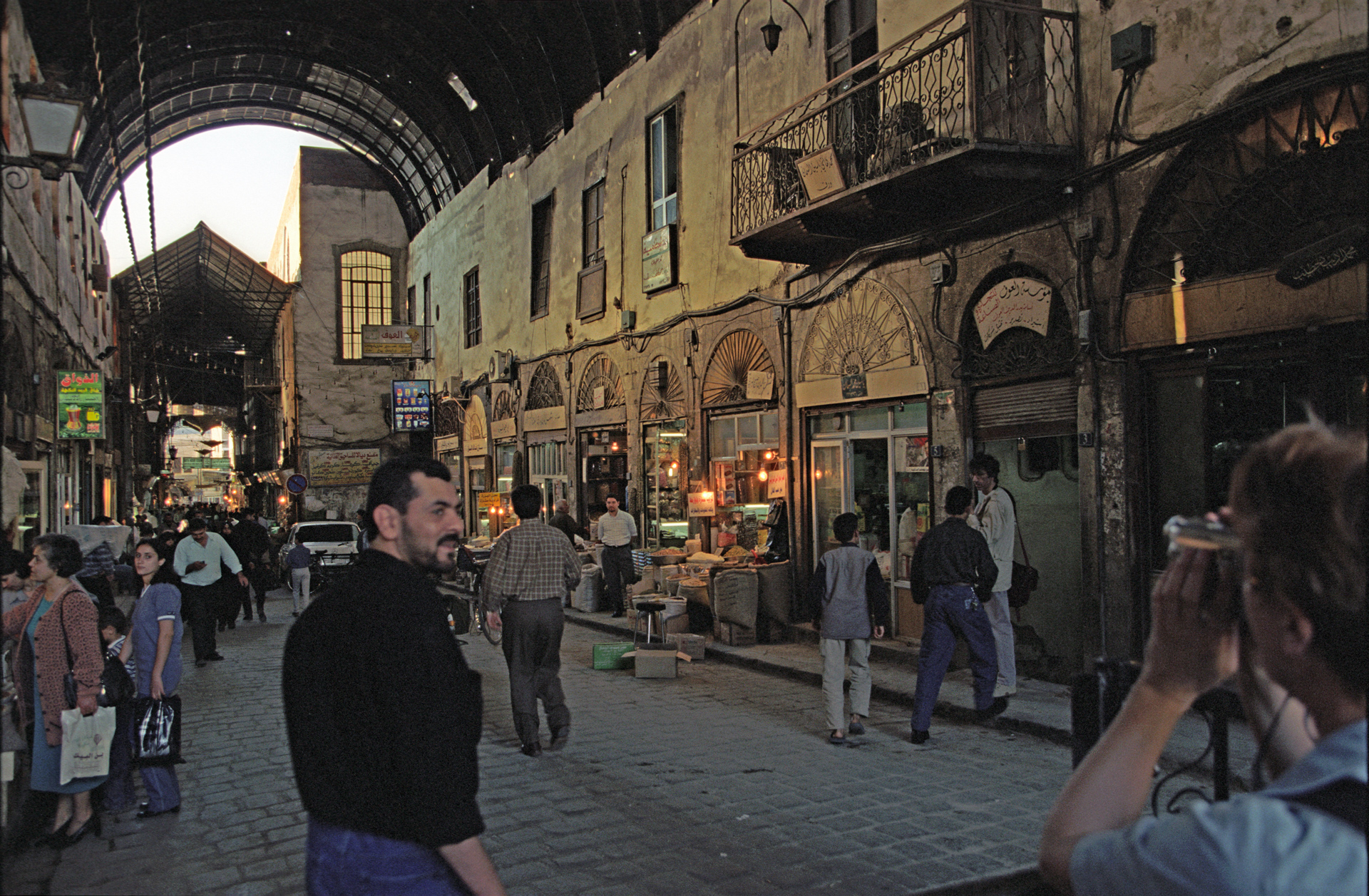
سوق البزورية
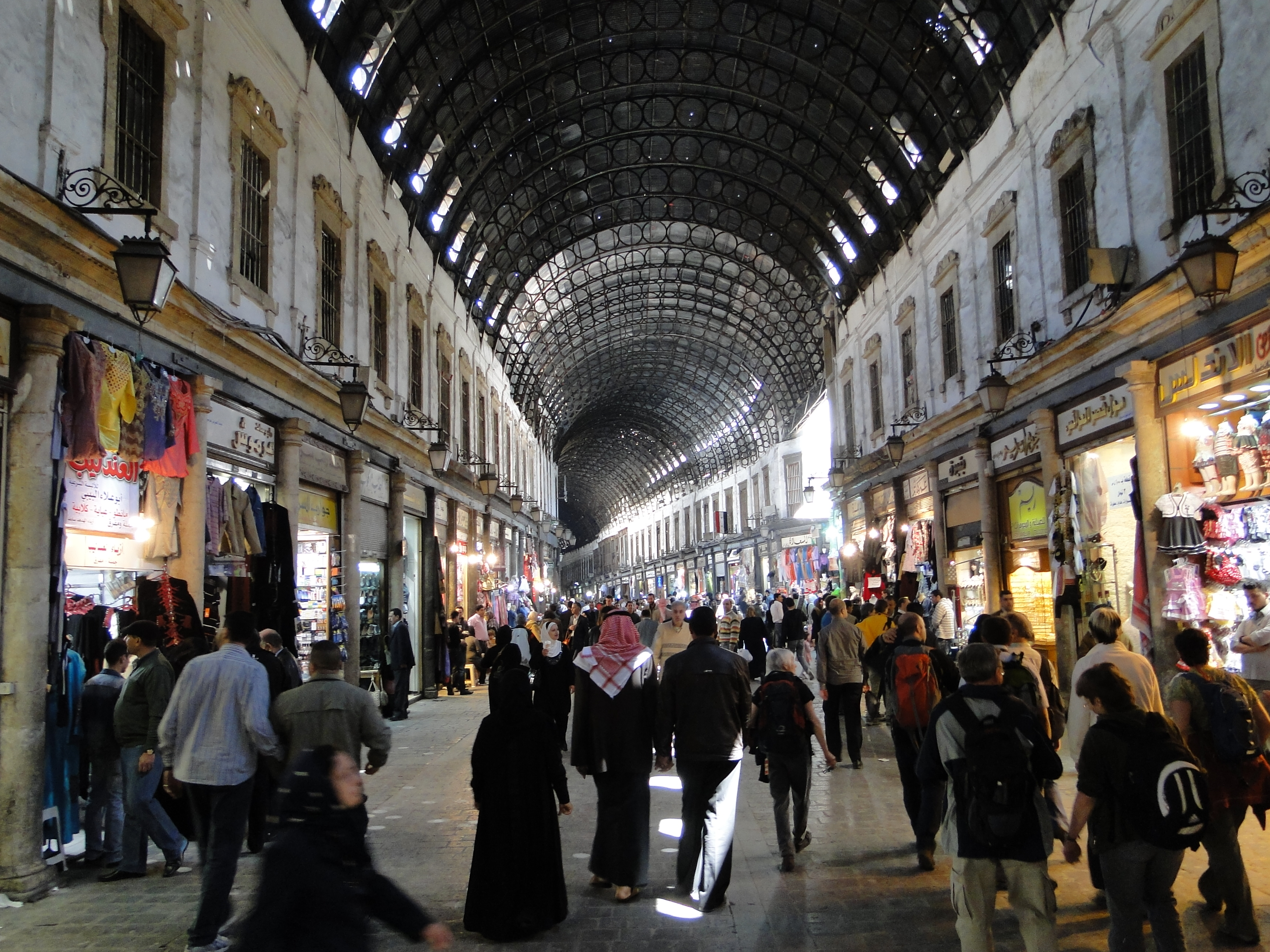
سوق الحميدية

## الثقافة

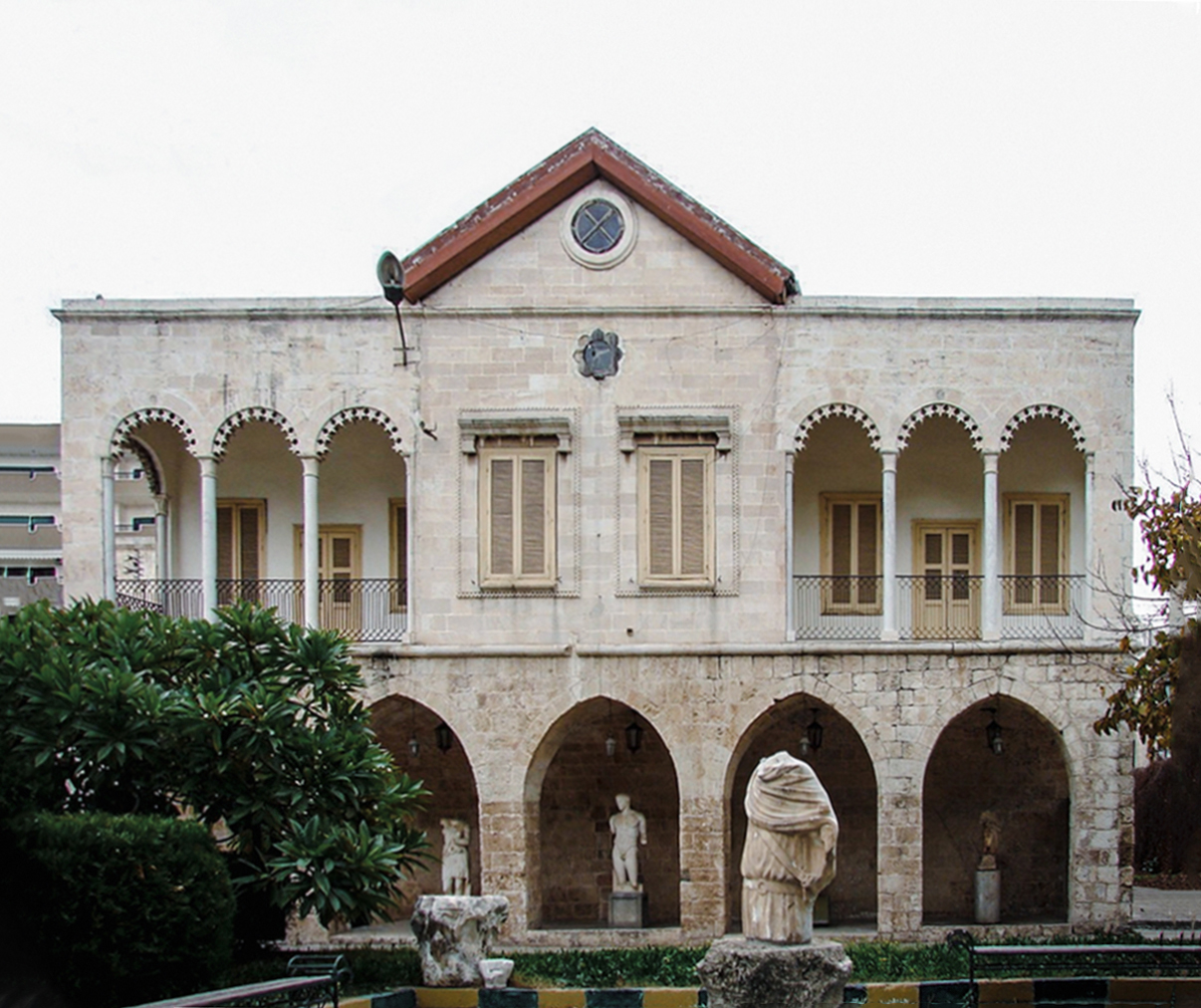
"خان الدخان" في اللاذقية المبني عام 1896، كمقرّ لتجار التبغ، حوّل لاحقًا إلى مقر الحاكم الفرنسي لدولة الجبل وحاليًا هو المتحف الوطني باللاذقية.

لم يدعم العثمانيون الثقافة خلال فترة حكمهم لسوريا، فلا يذكر التاريخ شاعرًا أو أديبًا أو عالمًا أو جغرافيًا سوريًا خلال الفترة الممتدة من القرن السادس عشر وحتى القرن التاسع عشر، ولذلك فهو برأي البعض عصر «جمود وعقم». يستثنى من ذلك عدد من العلماء الذين نبغوا في العاصمة أمثال المؤرخ أحمد بن سنان القرماني الدمشقي المتوفي عام 1610 ونجم الدين المحدّث المتوفي عام 1651 ومحمد القرني التلمساني المتوفي عام 1632 والذي وضع «تاريخ الأندلس الأدبي»، ومن الأعلام البازرة خلال تلك الفترة أيضًا عبد الغني النابلسي المتوفي عام 1731 وهو فيلسوف وعالم صوفي، إلى جانب بعض رجال الدين أمثال الفقيه إبراهيم الحلبي المتوفي عام 1594 والذي ألّف كتابًا بالفقه الحنفي هو «ملتقى الأبحر» غدا مصدر التشريع والقضاء في الدولة قاطبة حتى صدور «مجلة الأحكام العدلية».
في النصف الثاني من القرن التاسع عشر انطلقت «النهضة العربية» وكان أحد جناحيها في سوريا ولبنان بينما الآخر في مصر، ولم تكن النهضة بتشجيع عثماني بقدر ما كانت نتيجة إصلاحات إبراهيم باشا وعوامل عدة منها منع التمييز بين المواطنين وانتشار الجامعات والمدارس الأجنبية والوطنية وتحسّن الاتقصاد، وقد برز خلال النهضة عدد وافر من الشعراء والأدباء في الوطن كما في المهجر، إلى جانب نشوء الجمعيات السياسيّة التي تقابل الأحزاب حاليًا، ومن منظري السياسة في تلك المرحلة عبد الرحمن الكواكبي وساطع الحصري. أما على صعيد الصحافة وهي بدورها كانت غائبة عن الدولة حتى 1831 وعن اللغة العربية حتى عام 1855 حين قام رزق الله حسون الحلبي في إسطنبول بإنشاء أول صحيفة عربية أسماها «مرآة الأحوال» لتكون من الثمار المبكرة للنهضة، تلتها صحيفة «السلطنة» عام 1857، وأما أول صحيفة تصدر في سوريا فهي «حديقة الأخبار» عام 1858 من بيروت وقد أنشأها خليل الخوري تلتها «نفير سوريا» عام 1860 على يد بطرس البستاني و«الجنائن» عام 1871، ومن بعدها تكاثرت الصحف وانتشرت أيضًا الصحف ذات الانتشار المحلي على مستوى المدن، كما انتقل عدد من الصحفيين إلى مصر التي كانت تنعم بجو من الحرية في عهد الخديوي إسماعيل وأسسوا فيها صحفًا ودوريات أدبيّة.
ومثل الصحافة كذلك المكتبات، لم تكن البلاد تحوي من المكتبات شيءًا سوى ما تحويه مكتبات المساجد الكبرى، وخلال النهضة أعيد افتتاح وتنظيم بعض المكتبات السابقة كالمكتبة الظاهرية في دمشق عام 1880 والتي أصبحت «دار الكتب الوطنية»، وتأسست المكتبة الشرقية في بيروت عام 1880. وعدد من المكتبات الأخرى الأصغر حجمًا في سائر المدنن ويعود للفترة ذاتها نشأة المسرح السوري على يد أبو خليل القباني.
أما اللغة، فقد بقيت اللغة العربية هي اللغة الواسعة الانتشار والفهم في البلاد خلال العصر العثماني، ولم تفلح سياسة جمعية الاتحاد والترقي بدءًا من أواخر القرن التاسع عشر إحلال التركية مكانها، رغم كون التركية وطوال العهد العثماني اللغة الرسمية في دوائر الدولة رغم مطالبة الجمعيات السياسية والثقافية العربية الاعتراف باللغات المحلية في الولايات. يذكر فيما يخصّ اللغة أن عددًا وافرًا من المصطلحات التركية قد دخلت اللهجة السورية خصوصًا تلك المتصلة بالسياسة أو الجيش أو الطعام، مثل طبنجة للإشارة إلى البندقية، وكراكون للإشارة إلى مخفر الشرطة وكزلك للإشارة إلى النظارات، إلى جانب استخدام اللازمة جي من اللغة التركية وإضافتها للصفات بحيث تصبح موصوفًا أي مثلاً مشكلجي للإشارة إلى الأشخاص الكثيرو المشاكل وخضرجي لبائع الخضار، وبحسب بحث أجري العام 1929 فإن لهجة أهل دمشق تحوي نحو 600 لفظة تركية؛ إلى جانب الألقاب التركية مثل باشا وآغا وخواجا، وبشكل عام فإن اللغة التركية تعتبر ثاني لغة اقتبست منها اللهجة الشامية بعد اللغة السريانية؛ أما المطبخ السوري تأثره بدوره بالمطبخ التركي سيّما المأكولات الحلبيّة وتشمل قائمة المأكولات المنتشرة في سوريا عدة أصناف من الأطعمة ذات المنشأ التركي كالشاورما والشيش طاووق والشيش برك وسواها. يعتبر الحكواتي الذي يقصّ السير على مستمعين في القهوة من عناصر الثقافة السورية خلال العصر العثماني إلى جانب عدة آثار أخرى في المجتمع كاستعمال الطربوش.

## التعليم

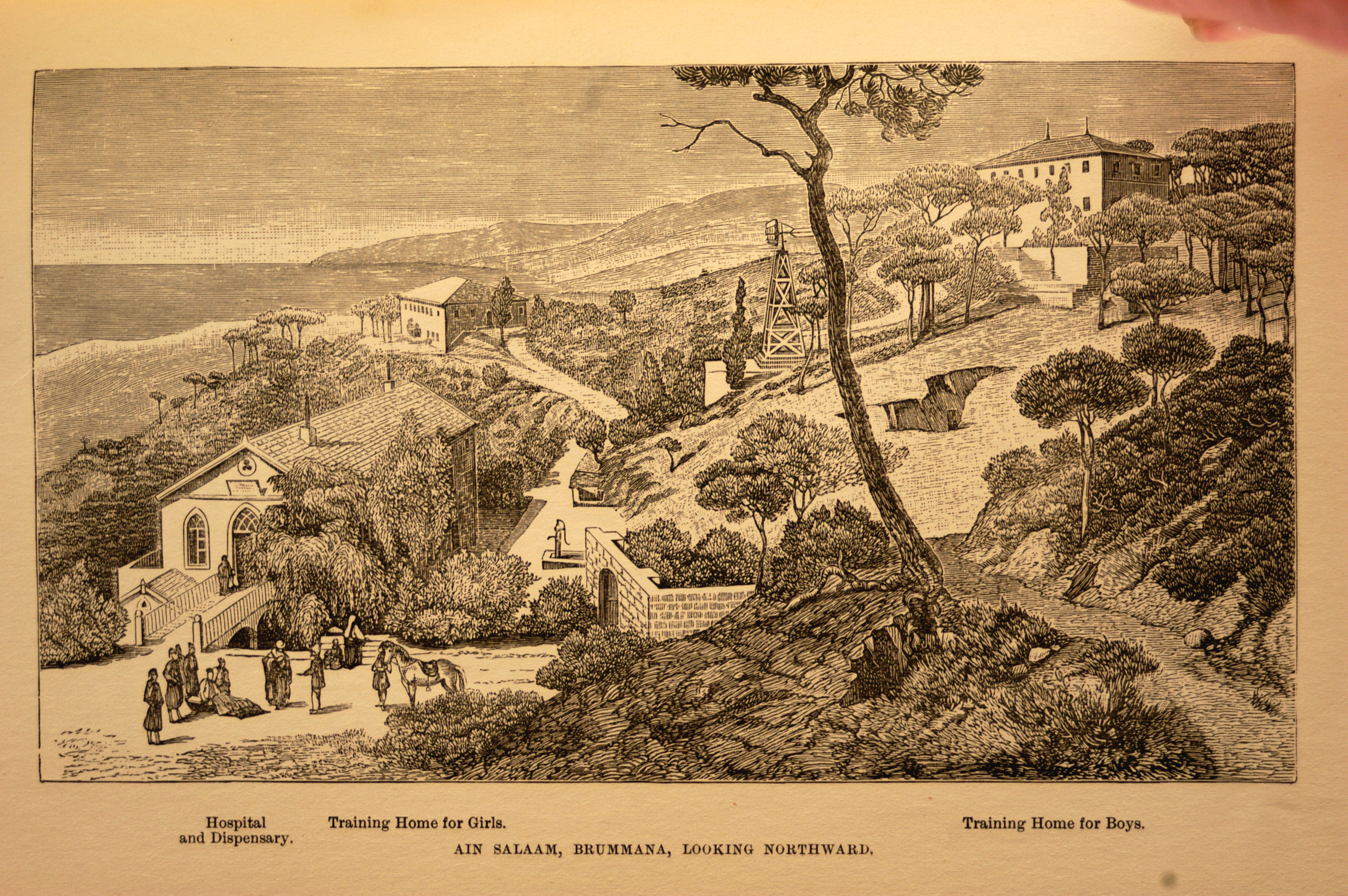
ثانوية برمّانا قرابة سنة 1890. إحدى أعرق وأقدم المدارس في بلاد الشام عمومًا ولبنان خصوصًا، تأسست على يد إرسالية سويسرية، ودرست فيها بعض الشخصيات العربية واللبنانية الشهيرة.

كان المسجد حتى القرن التاسع عشر يشكل حلقة التعليم الأولى والوحيدة في الدولة ويتم بها تلقين الكتابة والقراءة ومبادئ الرياضيات، ولدى المسيحيين كان الأمر مشابهًا في الكنائس، وفي المدن الكبرى مدراس البعثات التبشيرية والرهبنات. وبحسب شهادة الشيخ طاهر الجزائري الذي عاصر تلك الفترة فإنه كان يندر أن تجد في الحي إلا أفرادًا قلائل يجيدون القراءة والكتابة بشكل جيد، أو مواطنًا قرأ كتابًا واحدًا في حياته. وظلت سوريا لا تحوي أي مدرسة حكومية أو جامعة حتى قدوم إبراهيم باشا وعنايته بتأسيس ثلاث مدراس في دمشق وأنطاكية وحلب كانت تخرج ستمائة طالب سنويًا وعدد أكبر من المدارس الابتدائية للذكور والإناث في المدن الصغيرة والمتوسطة، وكان مدحت باشا أول الولاة العثمانيين الذين اهتموا ببناء المدارس فأسس في ولايته سبع مدارس ابتدائية ومدرسة للأيتام وأخرى عسكرية ورابعة ثانوية بين عامي 1878 و1880. خلال الفترة السابقة لمدحت باشا واللاحقة لإبراهيم باشا أي بين 1840 و1880 افتتح عدد كبير من المدارس والمعاهد والجامعات ولكنها كانت تابعة للبعثات والقنصليات الأوروبية وانحصر تأثيرها في علية القوم وطبقتهم الغنية، وقد دعا بعض المفكرين أمثال بطرس البستاني إلى أهمية تأسيس مدارس وطنية غير أوروبية وافتتح بنفسه عددًا منها أواسط القرن التاسع عشر، ويعود للفترة ذاتها تأسيس أول جامعتين في سوريا هما الكلية السورية الإنجيلية عام 1866 والتي أصبحت لاحقًا «الجامعة الأمريكية في بيروت»، وجامعة القديس يوسف عام 1874، وكان نواة تأسيس جامعة دمشق باسم «الجامعة السورية» عام 1903 وأصبحت جامعة رسميًا عام 1913. ولم يلغ دور المسجد نهائيًا إلا مع تطور وانتشار المدارس في كافة أنحاء دمشق، وقد بلغ عدد مدارس المدينة أواخر القرن التاسع عشر 103 مدارس منها 19 مدرسة مختلطة و16 مدرسة للإناث و68 مدرسة للذكور.

## الدين

### نظام الملل

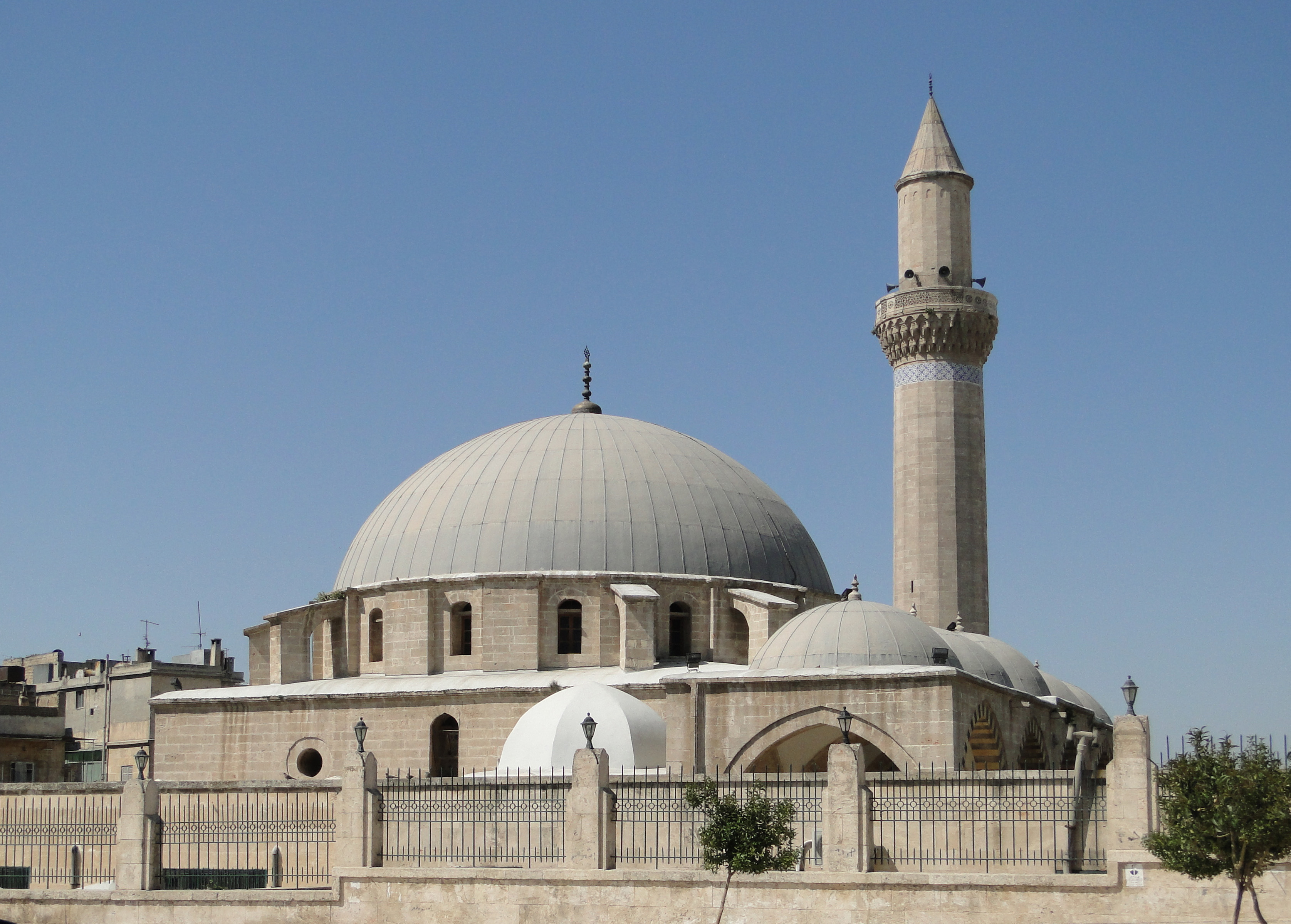
مسجد خسرو باشا في حلب، المبني عام 1574.

كفلت الدولة الحرية الدينية نظريًا وفق «نظام الملل»، ومع ختام العهد العثماني كان ما بين 25 و 30% من السكان مسيحيين وما بين 70 و 75% من مسلمين عمادهم الرئيس السنّة وهم الأغلبية يليهم العلويون والإسماعيليون والدروز، وأقلية أخرى من الشيعة الاثني عشرية رغم أن هذه المجتمعات الدينية لم تعتبرها الدولة مسلمة. وجد أيضًا عدد وافر من اليهود سيّما في دمشق وحلب والقامشلي.
غير أنّ «نظام الملل» وجده المؤرخين أداة لتقسيم الدولة على نحو طائفي، وازدياد التكتل المذهبي فيها خاصة مع حصر علاقة الدولة مع مواطنيها غير المسلمين عن طريق طوائفهم الدينية. ويرى المؤرخ ألبرت حوراني، أن كون رؤساء الطوائف المختلفين بعد تثبيتهم من قبل السلطان تغدو لقراراتهم صفة القانون النافذ، في الشؤون الدينية والمدنيّة أيضًا أحد أبرز سلبيات هذا النظام؛ رغم ذلك فإن كارل بروكلمان اعتبر أن الدولة «كانت تعيش أجمل أيامها في النصف الأول من القرن السادس عشر، كملجأ للسلام الديني بين مختلف الجماعات، بوجه أوروبا المضطهدة». أعطى العثمانيون للموارنة امتيازًا ميزهم عن سائر الطوائف المسيحية، وهو عدم وجوب طلب البطريرك والمطارنة الفرمان من الباب العالي، كي تعترف الحكومة بسلطتهم على رعاياهم.
أما طبقة المشايخ، كانت تتمتع بسلسلة امتيازات خاصة تشبه ما للإقطاعيين في النظام الاقتصادي، فهم ذوي استقلال داخلي، ولهم رواتب من وزارة الأوقاف الإسلامية التي تعينهم وتنقلهم وتعفيهم وفق مصالحها، كذلك فهم معفيون من الضرائب. وكان للأساقفة والكهنة والحاخامين بضع امتيازات شبيهة. أما القضاء فكان منحصرًا بيد الطبقة الدينية كل حسب دينه، ولم تأخذ المحاكم التجارية والجزائيّة بالظهور إلا مع القرن التاسع عشر وإصلاح الدولة.

### المساواة بين المواطنين

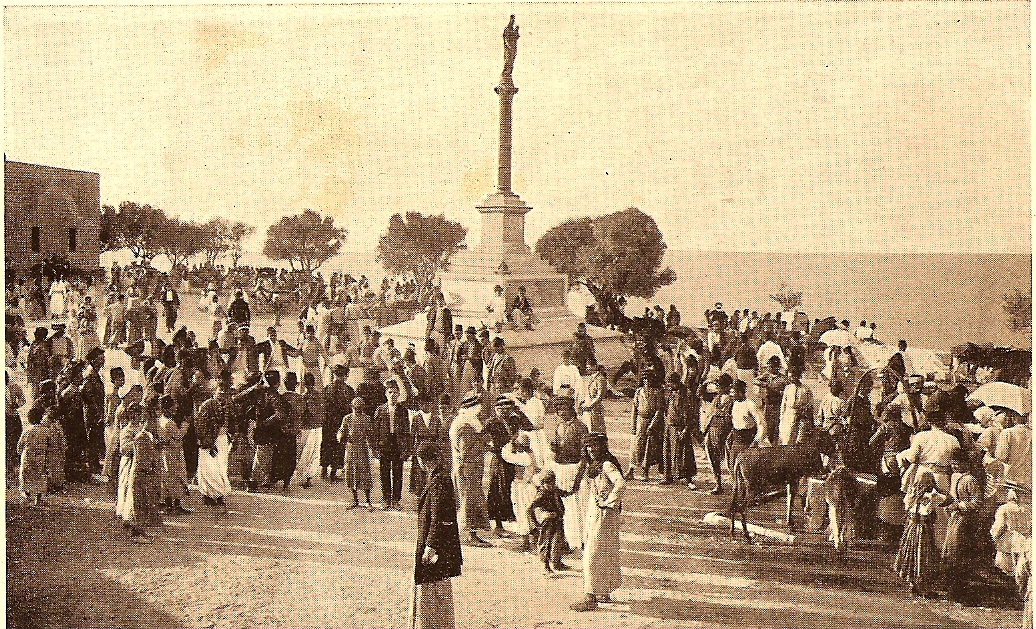
مسيحيون يحتلفون بعيد مار إلياس في جبل الكرمل، حيفا: إظهار الاحتفالات الدينية لم يكن مسموحًا به قبل إصلاحات عبد المجيد الأول.

حتى 1831 لم يكن هناك مساواة بين المواطنين، وكان محمد علي أول من أدخل قضية المساواة في الحقوق والواجبات بين المواطنين وعادت الدولة عبر خط كلخانة بتبنيها عام 1839، وأعادت التأكيد على ذلك في الخط الهمايوني عام 1856؛ بكل الأحوال فإن الوظائف الإدارية والقضائية ظلت شبه محصورة بالمسلمين السنّة، واستمرت حماية الدول الأوروبية للمسيحيين، كما أن المساواة لم تشمل فعليًا مجال الخدمة العسكرية والانخراط في الجيش، إذ استمرّ غير السنّة بدفع بدل نقدي، يبلغ مجيديين سنويًا أي خمسي الليرة العثمانية الذهبية عن كل ذكر بين السادسة عشر والسبعين ثم عدلت لتصبح بين العشرين والأربعين. أما أبرز ما سقط فهو الجزية، ومنع تعييرات المسيحيين واليهود، وفي عام 1841 أصدر الباب العالي فرمانًا آخر يقضي بتجريم التمييز بين السوريين على اختلافهم.
عدم المساواة، تمثلت بالتقييدات التي وضعها النظام على بناء وترميم المؤسسات الدينية، وسلسلة إجراءات تمييزية كالإجبار على لبس ثياب قاتمة أو المنع من السير وسط الطريق، أو استخدام ألفاظ شائنة، وغيرها من الإجراءات المنسوبة إلى عمر بن عبد العزيز، وإن كان بعض الباحثين قد أعادها إلى المتوكل على الله في القرن التاسع. وأيًا كان، فإن هذه الإجراءات قد دفعت المسيحيين إلى التقوقع في أحياء خاصة كباب توما وباب شرقي في دمشق والحميدية في حمص وأدت أيضًا إلى انعزال مدن صغيرة مسيحية كصيدنايا وصافيتا وزحلة في الريف.

### الامتيازات الأوروبية للمسيحيين
نتيجة غياب المساواة بين المواطنين، أبرمت تفاهمات بين الدول الأوروبية والدولة العثمانية، منذ القرن السابع عشر، تقوم من خلاله الدول الأوروبية برعاية مصالح وحماية مسيحيي سوريا، وقد باتت أوروبا تعتبر هذه الامتيازات «حقوقًا لها»، فحمت فرنسا والنمسا الكاثوليك والإمبراطورية الروسية الأرثوذكس، وبريطانيا الجماعات البروتستانتية الصغيرة؛ وكانت الامتيازات تشمل تسهيلات في السفر، والتقاضي أمام محاكم خاصة، والتعليم، والإعفاء من الضرائب في قطاعات بعينها، وتعيين قناصل أو تراجم أو موظفين قنصليين في البلاد.

## المجتمع

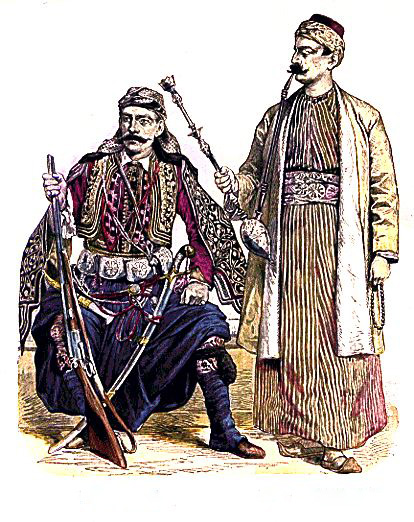
رسم من أواخر القرن التاسع عشر يُظهر على اليسار أميرًا من جبل لبنان، وعلى اليمين رجلاً من أهل دمشق.

كان عدد سكان سوريا حين سيطر عليها العثمانيون نحو مليون نسمة، ومع بداية القرن العشرين كان العدد نحو ثلاثة ملايين ونصف، لعلّ إحدى أبرز مميزات العهد العثماني سيّما في القرن التاسع عشر تمثل بتوطين البدو في قرى جاهزة أقيمت في ريف دمشق وحول حمص وحلب بل وفي مناطق أخرى على نهر الفرات نشأت مدن جديدة بحد ذاتها. فمنبج القديمة التي تعود بتاريخها للعصر الحثي كانت قد هُجرت وخُرّبت أيام المماليك، وقد قدمها عبد الحميد الثاني للبدو والشركس المهاجرين عام 1873، وخلال السنوات اللاحقة لفت موقعها التجاري وتربتها الخصبة مزيدًا من المواطنين فاستقرت بها عشائر كردية ووافدين من حلب، ورمم مسجدها الذي يعود لأيام نور الدين زنكي عام 1880؛ واتبعت المنطقة للأملاك السلطانية المباشرة والخاصة واستمرت في ذلك حتى عام 1908 وهو عام خلع عبد الحميد. كذلك حال المدينتين التاريخيتين في قرقيسيا والرحبة، حيث تم توطين جزء من عشائر العقيدات في المدينتين ما أدى إلى انتعاشهما، وفي دير الزور تأسست المدينة بشكلها الحديث عام 1830 ومنح أهلها سلاحًا للدفاع عنها من هجمات العشائر كحال عشيرة أبو سرايا التي كانت تغير بين الفنية والأخرى على المدينة بهدف السيطرة عليها، وفي عام 1868 أصبح الدير متصرفية خاصة، فسعى المتصرفون لتشييد المباني الحجرية وشق الطرقات والعناية بالزراعة وإدخال الزي الأوروبي والعادات الحضرية، فانتعش عدد سكانها من نحو ألف إلى نحو تسعة آلاف بداية القرن العشرين، وهم عائلات وبطون من قبائل شمر والبقارة وحرب. وقد أدى ازدهار دير الزور أواخر العهد العثماني لازدهار عدد من البلدات والقرى المجاورة كالميادين والبوكمال، من قبائل تلك النواحي.
العامل الثاني في ديموغرافيا سوريا خلال تلك المرحلة تمثل بقدوم آلاف الشركس للعيش في سوريا بعد الحرب الروسية العثمانية عام 1877، أيضًا فإن الأرمن بعد المذابح الأرمنية والسريان في أعقاب المذابح الآشورية قد وفدوا من الأناضول والعراق إلى سوريا، وبينما استقر الأرمن على وجه الخصوص في حلب ودمشق وحمص وكسب، فإن الجزيرة الفراتية - محافظة الحسكة حاليًا - وحمص، كانت الجاذب الأكبر للآشوريين. يذكر في هذا الخصوص أنّ دير الزور كانت إحدى الأماكن التي هُجّر إليها الأرمن قسرًا من الأناضول بأعداد كبيرة، وقد لاقى العديد من الأرمن حتفهم فيها. علمًا أن موجة الهجرة الآشورية تكررت في أعقاب مذبحة سميل عام 1933.
أيضًا فإن الهجرة من سوريا نحو العالم الجديد سيّما نحو الولايات المتحدة والبرازيل قد بدأ في أعقاب النصف الثاني من القرن التاسع عشر؛ نشطت الهجرة في أوساط الريف والمدينة على حد سواء، وكان جور الإقطاع المحلي والضرائب الباهظة والتجنيد الإجباري وسياسة التتريك التي انتهجتها جمعية الاتحاد والترقي فضلاً عن الامتيازات الأوروبية على رأس عوامل الهجرة، التي تحولت إلى ما يشبه الظاهرة، ونشأت جمعيات أدبية واجتماعية في المهجر تنادي بحقوق المغتربين، كما ارتبطت بالذاكرة الشعبيّة عن طريق مجموعة من الأغاني والزجليات.